# 性的対象化
性的対象化（英: sexual objectification）は、人（person）を性的なモノ（object）として見たり、性的なモノとして扱ったりすることである。性的モノ化、性的客体化ともいう。イマヌエル・カントの倫理学の影響を受けて定式化された概念であり、反ポルノグラフィ派フェミニズムの理論概念として用いられるほか、ジェンダー不平等な社会における女性の経験を捉える際に用いられている。

## 概要
モノ化に対する倫理的な批判は、「みずからの人格と他のすべての人格のうちに存在する人間性を、いつでも、同時に目的として使用しなければならず、いかなる場合にもたんに手段として使用してはならない」というカントの主張から影響を受けている。哲学者ラジャ・ハルワニによれば、性的モノ化は「xがyを性的にモノ化するのは、xがyを単なる性的なモノとしてのみ扱う、あるいは性的なモノとしてのみ見るときであり、そのときに限る」と定義できる。あくまでモノとして「のみ」扱うことが問題であり、「他の誰かをモノとして扱うのと同時にひととしても扱うこと」は「常日頃人々と付き合う普通のやり方」であるため「道徳的に無害」だとされる。
女性以外も性的モノ化されることはあるが、性的モノ化は特に女性が被る問題としてフェミニズムによって批判されてきた。フェミニズムにおける性的対象化批判はその前提として、女性は自らの容姿に対する見解を周囲の視線に応じて決定するという説を支持していた。そして、この「周囲の視線」には個人的な体験のみならずメディアも含まれていると考えた。女性は実際に経験したものと合理的に予測されるものとを含めた周囲の視線に迎合して、自らを観賞対象として社会化してしまう。フェミニストらにとっては、これこそが自発的性対象化の原因であった。女性は周囲の人々の視線を考慮して自らの容姿をコントロールする。ここでは、他の女性もそうしているであろうことはいうまでもない。こうして性的対象化と自発的性対象化とはジェンダーロールを助長し、性の不平等の一因にもなっていると見られている。
一方で、性的モノ化は常に否定的な現象であるとはかぎらず、たとえば哲学者マーサ・ヌスバウムのように肯定的なモノ化がありうると考える論者もいる。また、モノ化を常に否定的なものとみなす考え方は人間中心主義的で、モノよりも人を優位に置く価値観を前提としており、モノや動物との多様な関係を捨象しているという批判もある。さらに性的モノ化批判は対人性愛中心主義的であり、二次元キャラクターという人間と異なる存在を欲望するセクシュアリティを抹消しているという批判もある。フェミニスト・クィア研究者の松浦優は、現実の女性や子どもが性的モノ化されることを可能にする構造は、フィクトセクシュアルや二次元性愛を周縁化する構造と同じものであると指摘し、「仮に二次元の女性キャラクターを用いた創作物が問題含みなジェンダー規範や女性の性的モノ化を再生産するとしても、その原因として二次元の創作物を『問題』とみなすのは不適切である」と論じている。

## ラディカル・フェミニストの主張
京都女子大学現代社会学部教授の江口聡は、性的モノ化(sexual objectification、性的客体化・物象化)は、1970年代以降の第二波フェミニズムの中心的キーワードの一つとしている。性犯罪、セクハラ、売買春、ポルノ、美人コンテスト、各種の性の商品化など、フェミニズムがとりあげた数多くの「女性」問題において、男性中心的な社会慣行（家父長制、パターナリズム）における女性の隷属的地位を説明する概念として知られる。「モノ化」の語の広範な使用にもっとも強い影響力をもったのはラディカル・フェミニストの代表格であるアメリカのキャサリン・マッキノンだが、ポルノや性暴力、（なんらかの意味で強制的な)売買春、強制的結婚などが女性を非人間化しているという論点は、第二波フェミニズムの共通の理解である。
日本国内では1990年代に「性の商品化」が盛んに議論された。商品化とは女性のセクシュアリティがモノ化されたのちに、さらに市場で流通するという現象のこと。なお、売買春の「性の商品化」批判は1939年の第二次世界大戦開戦前から存在しており、主に「道徳的・モラル的にいけないことである」という理由で、日本キリスト教婦人矯風会等の性 ･ 結婚思想の基軸となってきた。
大阪電気通信大学教授でポルノ・買春問題研究会(APP研)の中里見博によると、一般にポルノグラフィは「性的に露骨なもの」「性的に露骨で、淫らで、反道徳的な表現物」と定義されるが、キャサリン・マッキノンとアンドレア・ドウォーキンは、このような定義を批判した。モラルや道徳が理由ではなく、人権侵害にあたるかが重要であり、ポルノグラフィとは「性的に露骨で、かつある集団（女性や子供など）を従属的・差別的・見世物的に描き、現にその集団に被害を与えている表現物」だとする。ポルノ・買春問題研究会では、性平等的な表現は「エロティカ」と定義しているが、この定義についても様々な議論がある。なお、1993年12月に国連総会で採択された「女性に対する暴力の撤廃に関する宣言」では、暴力を物理的・領域的なものに限定していない。
1982年、キャサリン・マッキノンとアンドレア・ドウォーキンが主導する形で、性差別を扇動する内容のポルノグラフィを禁止する「反ポルノグラフィ公民権条例(Antipornography Civil Rights Ordinance)」の制定を目指したが、ミネソタ州長が拒否権を行使した為に不成立となった。1986年には、インディアナポリスが「ポルノグラフィ」を「女性に対する差別行為」と定義するポルノグラフィ規制法を制定したが、表現の自由を保障する合衆国憲法修正第1条に反しており違憲無効であるという判決が下された（アメリカ書籍業協会対ハドナット裁判）。
ラディカル・フェミニストがポルノグラフィ批判を行ったことで、表現の自由を重視するリベラル・フェミニストと対立が起き、フェミニズムの分断を招いた。この1970年代後半からの対立は、フェミニスト・セックス戦争、ポルノグラフィ論争などの通称で知られる。
- 中立的な概説
  1. デビ―・ネイサン『1冊で知る ポルノ』(ISBN 4562045213)[13]
  2. ヴァレリー・ブライソン『争点・フェミニズム』(ISBN 4326601760)[13]
- ポルノグラフィを問題視する立場（ラディカル・フェミニズム）
  1. キャサリン・マッキノンとアンドレア・ドウォーキンの共著『ポルノグラフィと性差別』(ISBN 4250202003)[13]
  2. 中里見博『ポルノグラフィと性暴力―新たな法規制を求めて』(ISBN 4750325244) [13]
  3. 杉田聡『男権主義的セクシュアリティ―ポルノ・買売春擁護論批判』(ISBN 4250990486)
  4. 杉田聡『AV神話―アダルトビデオをまねてはいけない』(ISBN 4272350285)[13]
- キャサリン・マッキノンらの反ポルノに対する批判（リベラル・フェミニズム）
  1. ナディーン・ストロッセン『ポルノグラフィ防衛論 アメリカのセクハラ攻撃・ポルノ規制の危険性』(ISBN 4780801052)[13]

1992年、カナダの最高裁は、キャサリン・マッキノンとアンドレア・ドウォーキンが起草した「反ポルノグラフィを掲げるモデル法」を採用した。わいせつ物規制をモラルや道徳を理由に行うのは表現の自由を侵害するため違憲だが、わいせつなポルノは平等権侵害であり、規制は合憲であるというもの（バトラー判決、バトラー裁判）。以降、カナダでは制作過程で実在の人物が被害にあった性的表現も、完全なフィクションで被害者のいない表現も、等しく違法ポルノとみなされることとなった。この「反ポルノグラフィを掲げるモデル法」は、ドイツ、フィリピン、スウェーデン、イギリス、ニュージーランドでも導入された。
しかしその後、アメリカ、オランダ、スウェーデン、ドイツの最高裁で「実在の被害者がいる児童ポルノと、創作物を同じとすべきではない」という判決が下っており、ラディカル・フェミニストの主張は世界のスタンダードというわけではない（アシュクロフト対表現の自由連合裁判、スウェーデン漫画判決など。本記事の「性的対象化と創作物・娯楽」にて後述）。また、いわゆる萌え絵と呼ばれる、二次元キャラクターを性的に描いた創作物も性的対象化の観点から批判されることがあるが、しかし性的対象化批判を萌え絵に適用することに対しては、フェミニズムやクィアスタディーズの観点からも批判が提起されている。

## フェミニスト・セックス戦争と議論
1970年代後半～1980年代初頭にかけて起きたフェミニストの議論・論争は、フェミニスト・セックス戦争、ポルノグラフィ論争などの通称で知られる。
キャサリン・マッキノンは、「日本のレディースコミック（ティーンズラブやボーイズラブなど）を女性たちが買ってポルノとして使っているのをどう思うか」に対し、「女性向けのポルノというのは、実は男が男向けに作っているのであり、その読者の99 %は男である」と答えているが、ナディーン・ストロッセンやエリザベット・バダンテールなどのリベラル・フェミニストを始め、森岡正博など、ラディカル・フェミニストの極端ともとれる主張に批判や疑問を抱く者も多い。エリザベット・バダンテールは、女性に対する暴力は断固として糾弾せねばならないとしつつ、女性というジェンダーを「犠牲者化」するきらいのあるラディカル・フェミニズムを批判し、とくにアンドレア・ドウォーキンとキャサリン・マッキノンに対しては、「極端すぎて女性を笑いものにする」と強く反対している。
フェミニストで東京大学名誉教授でありNPO法人ウィメンズアクションネットワーク(WAN)理事長の上野千鶴子は、ラディカル・フェミニズムにもいろいろあり、フェミニズムの論者は多様で、一枚岩ではくくれないとしている。これは俗に「フェミニズムは一人一派」といわれる。特に一番大きな誤解は、フェミニストと、フェミニストではない保守的なモラル・マジョリティ（PTA連合など）が混同されることだとしている。
上野千鶴子自身は、自分の意見がフェミニズムの主流ではないとしたうえで、「『ポルノは理論であり、レイプは実践』だというキャサリン・マッキノンの主張に同意しない。インターネットやDVDなどバーチャルな性的表現物をたくさん消費する男性が、実際の性生活で必ずしも積極的ではないという調査結果がある」「（ポルノの商業化されたイメージに頻繁にハマると、実際の女性たちには性的興味を感じられなくなる状況も発生すると言われるが）彼らはレイプ犯になるはずのない平和な男たちで、何の問題も感じない」とした。
性的対象化はフェミニスト理論の中核的な概念であるが、性的対象化の原因やその倫理的な位置づけについての議論は決着を見ていない。ナオミ・ウルフを始めとするリベラル・フェミニストはフィジカル・アトラクション(physical attractiveness)の概念を発見し、他者に対するあらゆる性的査定に反対するラディカル・フェミニストとの間に論争を巻き起こした。ラディカル・フェミニストで作家のジョン・ストルテンバーグ(John Stoltenberg)は、非現実的な性的イメージをもたらす女性の視覚化に全面的に反対している。
ラディカル・フェミニストは性的対象化こそが女性を「抑圧された性」と呼ぶべき階層に押し込めている原因だと捉えている。マスメディアで行われる性的対象化は家父長的・パターナリズム的であり、ポルノグラフィこそが男性全般の性的対象化を正当化する役割を果たしていると指摘する。それ以外の、主にセックス・ポジティブ・フェミニズムに属する者は異なる立場を取り、男性による性的対象化が女性のセルフイメージと一致しない場合のみ問題にすべきだと考えている。
社会保守主義者たちは、フェミニストの主張に対して部分的に反論している。保守主義の観点からいえば、西洋文化における性的対象化の進展は性の革命における負の遺産である。アメリカの作家であるウェンディー・シャリット(Wendy Shalit)は、性道徳を革命前の水準に引き戻すことを主張しており、これを「謙虚さ(modesty)への回帰」と名付け、性的対象化への処方箋として提案している。
他のフェミニストも性的対象化について各自の見解を表明している。アメリカの社会学者・社会批評家・作家であるカミール・パーリア(Camille Paglia)は、「他の個体を性的対象とすることは、ヒトという生物に特有の現象だ」と考えている。パーリアによれば、性的対象化はヒトの高度な知能の働きであり、それは美学的な要素さえ兼ね備えている。
無政府資本主義であり個人主義的フェミニスト(Individualist feminist)であるカナダのウェンディー・マッケルロイ(Wendy McElroy)は、「性的対象化」が女性を性的なオブジェにすることを意味するのであれば、オブジェは無生物でありセクシュアリティを持たないために語義矛盾に陥ると指摘している。しかし、マッケルロイによれば女性は身体と心、魂を備えた全体であって、特定の部分だけを取り出すことは女性への冒涜にほかならない。

## レイプカルチャー論
「レイプカルチャー」とは、性的暴力が普通のことと考えられていて、レイプ「しない」よう教えられるのではなく、レイプ「されない」よう教えられる文化のことである。1970年代にフェミニストが初めて用いたとされる。
ここでいう「レイプ」「性暴力」は「強姦」だけでなく、「同意されたわけでも拒否されたわけでもなく」「双方がそれぞれの望みをよくわかっていない」グレーな性的関係や、「ナンパ」などの声掛けも含まれる。具体的な主張は以下のようなものがある。
- 同意のない強姦があったとき、加害者よりも被害者の落ち度（服装や対応など）に注目され、予防に焦点があてられる。加害者には責任が一切なく、女性をモノ扱いして、レイプを防ぐ責任を負うよう求めている[34][35]。
- Stop Street Harassment(SSH)[36]は、公共の場で男性が見知らぬ女性に対して一方的かつ気軽に性的誘いかけを行う世界は、男性が気軽にレイプできる世界と同じだと説明している。ナンパでは、女性は手に入る性的な対象であるだけでなく、手に入れるプロセスは一種のテクニックであり、ゲーム感覚で行える。女性をモノ扱いして媚びを売る文化、女性を人間ではなく、勝ち取るべき賞品のように扱う[34]。

社会学者で京都大学名誉教授でありホワイトリボンキャンペーン・ジャパン共同代表の伊藤公雄は、性暴力の原因は「男性の支配欲」と「男女の関係の非対称性」だとする。男性は度胸があるところを見せるために万引きをしたり、仲間に弱気だと思われたくなくて暴力を振るうなど、金、学歴、地位、名誉などで男らしさを達成できないときに、その埋め合わせとして女性を支配する犯罪が行われる。また、男性は女性に依存しており、上から支配する対象であるか、下から憧れ甘える対象かのどちらかで、対等な人格をもった存在としての女性像をうまく組み立てられていないという。
このような状況では男女間で対等なコミュニケーションは成り立たず、女性は意に沿わない性行為に「私が被害を訴えたら、彼は社会的な立場を失ってしまうかもしれない」「失う地位の重みや犠牲を考えると、私さえ我慢すればいい」と、男性の立場を立てる形で忖度し、Noと言えない。圧倒的な上下関係や支配関係の中で、理不尽な目に遭わされ続けることで、自分の無力さに慣らされてしまうという。
このように、「ナンパや強姦といったレイプ・性暴力はカルチャー(文化)に原因・問題がある」などの主張が「レイプカルチャー論」である。

## レイプ神話とポルノ規制論
「ポルノや性暴力、（なんらかの意味で強制的な)売買春、強制的結婚などが女性を非人間化している」という論点のベースとなったのは「レイプ神話」である。1975年出版の
- ジーン・マックウェラー『レイプ《強姦》―異常社会の研究』(ASIN B000J9JF62)[注釈 5]
- スーザン・ブラウンミラー(Susan Brownmiller)『レイプ・踏みにじられた意思（原題：Against Our Will）』(ISBN 4326652306)[注釈 6]

において、彼女たちは、性暴力に対する誤解と偏見を「レイプ神話」として告発した。特に『レイプ・踏みにじられた意思』は「レイプの原因は性欲ではなく、男性グループの女性グループに対する支配である」という主張を一般的にし、2016年時点でも非常に強い影響力をもっている。
スーザン・ブラウンミラーは「人間以外の動物はレイプをしない。レイプのない文化もある。よってレイプは我々の文化の影響下のものだ。我々の文化は男性優位文化（家父長制・パターナリズム）で、男性が女性を支配する必要がある。使われるのがペニスを武器にしたレイプだ」「レイプはセックスや性欲の問題ではなく、文化の影響によって男性はレイプへの指向を学習し、女性に対する暴力を美化・正当化する」と主張した。ここからフェミニストの人々が唱える様々なアイディアが派生した。たとえば「男性は暴力的ポルノなどからそうした支配欲を学ぶので、暴力ポルノは規制するべき」などである。近年では暴力ポルノに限らず、児童向け作品にも批判が及んでいる。
2017年12月、フェミニストで大阪大学教授の牟田和恵はTwitterで、「白雪姫とか眠り姫とかの『王子様のキスでお姫様が長い眠りから目覚めた』おとぎ話、（中略）意識のない相手に性的行為をする準強制わいせつ罪です」とし、「こんなおとぎ話が性暴力を許している」「王子というだけで突然女性にキスする、なんて話、気持ち悪くないですか？男の子にそんなDV男に育ってほしくないし、女の子にはそんな無力な被害者になってほしくないですよね？ひたすら受け身の女の子が幸せになる、みたいな教訓ですか？」などと発言し炎上した。ブログでは「大阪の電車内で、眠っている女性にキスをした男が準強制わいせつの疑いで逮捕されるという事件があった」「『王子様』とはいえ見知らぬ男。眠っているところに勝手にキスするなんて、このニュースの準強制わいせつ容疑者と大して変わりはないのでは？」「物語のなかで、意識のない女性に性的行為を行う性暴力がロマンティックにさえ描かれてきたことが、女性の意思を無視して性的行為を行うことの犯罪性を見過ごしてしまう一因にもなってきた」と指摘した。
こうした意見の元となったスーザン・ブラウンミラーの主張について江口聡は1990年代に犯罪学・動物行動学・進化心理学から激しい批判を受け、アカデミックな領域ではすでに人気がないとしている。
- 動物行動学者のランディ・ソーンヒル(Randy Thornhill)とクレイグ・パーマー(Craig T. Palmer)の共著『人はなぜレイプするのか―進化生物学が解き明かす』(ISBN 4862280064)／原題『A Natural History of Rape』(ISBN 0262700832)
- 実験心理学者・認知心理学者のスティーブン・ピンカー(Steven Pinker)『人間の本性を考える ~心は「空白の石版」か (下) 』(ISBN 4140910127)

これらの本では、フェミニストやその他の従来の社会科学におけるレイプの動機・原因理論に対する反論が行われ、 『人はなぜレイプするのか』では反論が本の半分を占めた。
江口聡は「レイプの動機は性欲ではなく支配欲」などを何の留保もなしに言ってる人々は、1990年代以降のことはなにも勉強してないと思われるため、注意が必要であるとしている。また、ポルノ消費と性暴力の増加を裏付ける科学的なデータは今のところ見つかっていないか、逆の相関があるとしている。たとえば、ポルノをよく見る人々は性暴力をふるう傾向がある、ポルノ消費が盛んな地域では性犯罪が多いなどの科学的データはなく、ポルノが手に入りやすい地域ほど性犯罪は少ないと見られている。
2018年時点において、国内のフェミニスト主流の性的モノ化・性の商品化批判はイデオロギー化し、実態と離れつつあり、性的な問題について抽象的な思いこみで議論しており、危険であると思われる。現実の我々がどんな生活をしているのかを把握しつつ議論することが重要で、社会学、心理学、経済学、生物学など広く調査をおこなうべきである。

## 科学的調査研究
創作物が人格に与える影響については、様々な分野で科学的研究が行われている。代表的な調査・研究は以下がある。
1970年代：『猥褻とポルノに関する諮問委員会 報告書』／原題『United States. Commission on Obscenity and Pornography. (1970-1971). Technical report of the commission on obscenity and pornography 9 vols.』
- 1968年、アメリカのリンドン・B・ジョンソン大統領が「猥褻とポルノに関する諮問委員会(Commission on Obscenity and Pornography)」を設置。19名の委員と20人のスタッフが、200万ドルの費用をかけて2年間調査し、報告をまとめた。法学者・裁判官が6名、宗教関係者4名、社会学者が4名、精神科医が2名。憲法学者でミネソタ大学法学部長のウィリアム・ロックハートが議長に選出された。
- 「わいせつ文書及びポルノグラフィーの流通の実態はもはや放置しえない段階に至っており、連邦政府はそうした文書や書物が国民、特に青少年にとって有害な影響を及ぼしているのかどうか、またそれらをより効果的に取り締まる方法があるのかということについて、早急に検討を始めるべきである」との決議案が連邦議会で採択され、これに基づき諮問委員会の設置を大統領に求める法案も可決されたため[47]。
- 報告書は700ページに及び、「成人についてはポルノをほぼ全面的に解禁すべきである」とのべた。規制の証拠作りを望んでいたニクソン大統領が、激怒して捨てたという逸話が有名[48]。
- 最も強調されたことは、大規模な性教育の実施であり、ポルノグラフィーの法的規制は、「ポルノであろうが何であろうが、成人が読みたいものを読み、見たいものを見るという個人の自由は何人も干渉することができない」「そうした自由を制限する法律は、国法であろうと州法であろうと直ちに廃止されなければならない」と提言した。
- これまでの研究成果をみるかぎり、ポルノを見たり読んだりすることが犯罪や非行、性的逸脱、情動障害といった社会問題及び個人レベルでの不適応の主たる原因とはみなされない。
- 成人の間では、ポルノは娯楽や情報源として利用されている実態がある。
- ポルノの法的規制が実効をあげていない。
- 世論調査の結果、国民の多数はポルノの法的規制に賛成でなかった。

1970年代：通称『カチンスキーレポート』／原文『PORNOGRAPHY, SEX CRIME,AND PUBLIC POLICY』
- アメリカ政府の依頼で、ノルウェーコペンハーゲン大学犯罪科学者のカチンスキーが行った大規模調査の報告書。
- オランダなどヨーロッパ各国のデータを元に実施。 規制をなくすほど性犯罪は低下し、「ポルノグラフィティは犯罪を誘発しない」と結論した。

1970年代：『ゲームと犯罪と子どもたち ――ハーバード大学医学部の大規模調査より』(ISBN 4844327089)／原本『Grand Theft Childhood: The Surprising Truth About Violent Video Games and What Parents Can Do』(ISBN 1451631707)
- アメリカ政府から150万ドル（約15億円）の予算を受けて、ハーバード大学医学部の研究者たちが1257名の子ども、500名の保護者、数百名の業界関係者を科学的な手法で徹底調査した。
- 暴力的なビデオゲームのような、わかりやすくマイナーなターゲットに焦点を当てることは、社会的、行動学的、経済的、生物学、精神的健康要因の分野で明らかになっている、若者の暴力の強力で重大な原因を無視することとなる。
- 「創作物の影響を受けて犯罪を行った」のではなく「罪を逃れようとして他に責任をなすりつけようとしている」とした。
- 冒頭では「保守派の議員たちに、ゲームの影響であると書けと圧力を受けたが事実の通り書いた」とある。

2012年：デンマーク国法務省の調査
- 社会問題相のカレン・ハカラップが「性的犯罪を犯す傾向がある人はマンガやアニメの世界にのめりこみやすい傾向もある。そしていつの日かかならず実際にやりたくなる」と問題提起。
- コペンハーゲン大学病院のセックスクリニックが調査研究を行い、報告書を提出。
- 臨床心理学者・外部准教授のイエールン・ベック・イエッセン、教授・医師のトルキル・セーレンセン、警視・臨床准教授(訪問治療ネットワークのコーディネーター)のエリス・クリステンセンらが、デンマーク法務省に声明『架空児童ポルノに関する陳述の申出について』を提出。
- 同業の機関や海外の専門家にコンタクトを取り、広範囲にわたる文献検索も行った結果、「漫画やアニメなどの架空児童ポルノと、児童性犯罪の間に因果関係が無い」と発表した。

2014年：原文『Does Media Violence Predict Societal Violence? It Depends on What You Look at and When』
- アメリカの暴力的なメディアに関する長期調査。心理学者でテキサスA&Mインターナショナル大学の心理学・刑事司法の准教授であるクリストファー・ファーガソン(Christopher Ferguson)が主導し、オックスフォード大学出版局の学術雑誌『Journal of Communication』に掲載された。
- 1回目の調査では、1920年～2005年までの間に最も売れ行きの良い映画の暴力的な行為の頻度を分析し、暴力的な映画と社会的暴力の相関関係を調べた。
- 2回目の調査では、Entertainment Software Ratings Board（ESRB）のデータを使用し、1996年～2011年までの人気ゲームの暴力的なコンテンツを推定し、低下する若者の暴力と暴力的なゲームの人気の間の相関関係を調べた。
- 問題をより深く考察した結果、暴力的なゲームと行動には関係がないことがわかったとした。暴力とビデオゲームを巡ってメディアで繰り広げられている議論は、貧困や教育など、さらに重要な問題から「社会の注意をそらせるもの」だと結論付けた。

2015年：オックスフォード大学の調査
- イギリスの研究。この調査はイギリスの小学生を対象に行われた。
- 暴力的なビデオゲームがほかの種類のゲームよりも幼い子どもたちの行動に悪影響を与えるとは考えにくいとされた。影響を与える可能性があると考えられるのは、ゲームの種類ではなくプレイする長さだとした。

2016年：原文『Prospective Investigation of Video Game Use in Children and Subsequent Conduct Disorder and Depression Using Data from the Avon Longitudinal Study of Parents and Children』
- イギリスに拠点を置く研究者のグループが行った長期調査研究。『Avon Longitudinal Study of Parents and Children（邦題：親と子どもに関するエイヴォン長期研究）[58]』の研究対象となった、1991年～1992年にかけて生まれた1800人の子供に対し、8歳のころに暴力的なゲームで遊ぶとその後の攻撃的行動やうつ的な傾向につながる可能性はあるかが分析された。
- 社会経済的な状況、家族構造、いじめ被害、メンタルヘルスの家族履歴、IQなどの要素を考慮に入れた分析の結果、8～9歳頃に暴力的なゲーム（この調査ではシューティングゲーム）をプレイしていた子どもたちが、その後行為障害的な状態を見せる可能性はわずかだけ上昇したが、統計上有意の境界線上であった。
- 「暴力的な内容が含まれる可能性の高いビデオゲームを子どものときにプレイすることと、青年期後半に行為障害を示すリスクが増えることの相関は弱いことを示している」と結論づけた。

2017年：ゲーム中毒はアルコール依存症や薬物依存症と類似しているかの研究
- イギリスカーディフ大学のネッタ・ワインスタイン博士らの論文。科学誌『PeerJ』に掲載された。
- 「ゲームは心理的依存症の新しい形ではない。従って、ヒトが自らの人生に満足していなければ、ゲームは魅力的になるし、逆もまた然り」と述べ、ゲーム中毒対策に必要なのはリハビリ施設に送り混むことではなく、その人物を幸せにすることだと結論づけた。

2017年：朝日小学生新聞「子どもとゲーム」実態調査リポート
- 『朝日小学生新聞』を発行する朝日学生新聞社は、読者を対象に家庭で遊ぶゲームについてのアンケート調査を行い、小学1年生〜6年生の男女457人から有効回答を得て、その親にも子どものゲームに関する調査を行った。
- 家庭でゲームを楽しむ子どもはゲームを禁止されている子どもに比べて、勉強の集中力が高く、宿題も計画的かつ自主的に取り組む傾向が高いことがわかった。
- 東京都小金井市立松原小学校の松田孝校長は「自然と触れさせることで、ゲームに対してどう付き合っていくか、自分で判断する主体性を育むことが大切だ」と述べた。

2018年：『No evidence to support link between violent video games and behaviour』
- ヨーク大学コンピューターサイエンス学科講師のデイビッド・ゼンドルらの論文。学術誌『Computers in Human Behavior』に掲載された。
- ゲームの中でのいざこざが悪質なイタズラ行為に発展することもあるが、当人の持つ資質であり、「ゲームをプレイすることと暴力的であることの間につながりはない」とした。
- 過去の研究から暴力的なゲームは人の共感に長期的な影響を与えないことや、認知能力を向上させることも明らかになっている。

## 犯罪の実態

### 性被害の暗数
中里見博は、「ポルノグラフィによって女性への性暴力が喚起・誘発される」という研究が確立されているとは言えないが、させないという研究も確立されておらず、ポルノグラフィがジェンダーをめぐる政治闘争である以上、論争は当たり前であるとした。「現実に年間数十万の強制わいせつ罪やドメスティックバイオレンスが発生している社会で、そうした犯罪を男性の娯楽として提供する商品を使って、マスターベーションする男性が数千万人もいるなか、犯罪の発生に因果関係がないといえるのか」と述べた。
この発言当時（2007年）の法務省「犯罪白書」によると、強制わいせつの認知件数は8326件、検挙件数は3779件だった。2017年の刑法改正前なので、対象は女性のみである。強姦罪の検挙件数は、1965年(昭和40年)頃は6000件を超えていたが、その後20年間ほどの長期にかけて次第に減少していき、1985年(昭和60年)の検挙件数は2000件程度となり、その後も、強姦罪の検挙件数は徐々に減る傾向にあり、近年のデータでは、強姦罪の検挙件数は1000件前後になっている。金城大学社会福祉学部助教授・准教授の高島智世は、日本の犯罪行為の実態は戦後を通じて改善してきており、専門家は「少なくとも今のところは日本は先進国の中でも飛びぬけて犯罪の少ない国である」という主張を採用しているとしている。
しかし性犯罪は親告罪で、暗数が非常に多い特殊な犯罪である。被害にあうことは恥ずかしいと考えられており、PTSDとの関わりも強い。数字は実際の犯罪のごく一部であると知った上で見る必要がある。
琉球大学大学院法務研究科教授の矢野恵美は、内閣府男女共同参画局が定期的に行う「男女間の暴力に関する調査」や、「犯罪被害実態(暗数)調査（原題：International Crime Victims Survey/ICVS/国際犯罪被害者調査）」における「性的な被害」等、警察に届けたかに関わらず、被害者に状況を聞くタイプの調査の結果にも目配りする必要があるとしている。これらの調査では、2012年の日本の場合、被害を届け出る女性は18.5%である。これに当てはめると、強姦は5346件、強制わいせつは33449件で合計38795件となり、1日あたり、強姦は15件、強制わいせつは92件起きていることになる。また、「日本の暗数が海外に比べてことさら高いとはいえず、同程度である」とされている。また国際犯罪被害調査(ICVS)からは、2000年を境にみると、日本の「性的暴行」の被害率は横ばいであること、一方で警察への届出率は上がっているという調査結果が得られている。
一方で高島智世は、1970年代からフェミニズム運動の異議申し立てに呼応して、保護法益の切り替え、レイプシールド法の設立、男女ともへの性侵害罪の適用など刑法における「性侵害犯罪の再定義」が行われたとし、日本でも性侵害罪の根本的な定義の見直しが求められるとした。この定義の見直しは2017年の刑法改正で行われたが、まだ十分ではないと指摘されている。

### ペドフィリアとチャイルド・マレスター
留意すべき社会背景の一つに、児童虐待の実態があまり知られていないことが挙げられる。
子どもに対し性的な夢想を抱く人間を小児性愛者（ペドフィリア）といい、子どもに対して性的な虐待を行う犯罪者を小児性犯罪者（チャイルド・マレスター）という。子どもに性的虐待を行う者はペドファイルの傾向があると思われがちだが、実際はそのような性向のない者が性的虐待を行うことも多くあり、専門家は深刻な差別や偏見の問題を指摘している。
特にアメリカでは、ペドフィリアは単なる性的な異常者として見られているだけではない。実際に子供への性犯罪を犯したかどうかを問わず、その性的嗜好を持っているだけで「絶対的な悪」として見られ、極めて強い嫌悪感を向けられている。戦時中の日系アメリカ人・赤狩り時代の共産主義支持者・現代のテロリスト支持者を連想させるように、実際の行動を問わず、ただ存在するだけで敵であり、それを庇うような発言をする者も敵として見なされている。
たとえば、1998年に3人の心理学者がアメリカ心理学協会(APA)の学術雑誌『Psychological Bulletin』に、「大人との未成年者の性行為は必ずしも害にはならない。強要・ 強制される行為とそうでないものとを分けて考える必要がある」という内容の論文を発表したことに対し、連邦議会の両院がその論文を強く非難する決議案を可決した事実がある。この決議案では「子供は神からの授かり物」で 「その保護は親と社会の神聖なる義務である」 と述べられ、独立した調査により論文に学術的な問題はないと判断されたにもかかわらず、その内容は連邦議会によって否定・批判された。下院での票数は賛成355票反対0票、上院では100対0であった。ミシガン大学教授のブライアン・キムバトラー(Bryan Kim-Butler)は、これがアメリカの歴史上で連邦議会が科学を否定する初めての異例の事態であり、アメリカでの子供と性についての議論が、社会的にも政治的にも合理性を失い、単なる感情論と化していることの表れであると指摘している。ペドファイルはそもそも社会の一員として見られていないため、憲法上の権利も当然有さないかのごとくである。

### 各国の性犯罪の規定
性犯罪の定義は各国で異なっている。
フランスでは、基本的に、性犯罪に関する構成要件、法定刑等については刑法が規定している。刑法に規定されている主な性犯罪の類型の一つに「性的攻撃」がある。性的攻撃は、「暴力、強制、脅迫又は不意打ちをもって実行するすべての性的侵害」と定義され、強姦、その他性的攻撃及び性的ハラスメントの三つの罪種に区分される。また、15歳未満の児童に対する強姦等については、刑の加重規定が設けられている。
ドイツでは、刑法典に性犯罪を処罰する規定を置いており、一連の性犯罪規定の保護法益は、「性的自己決定権」であるとされている。性的強要を基本的な罪とし、その加重類型の構成要件を細分化して規定していること、強姦を性的強要の加重類型の一つとして位置付けていることなどが特徴である。 また、刑法は、14歳未満の者との性的行為をその者の同意の有無にかかわらず全面的に禁止しており、児童に対する性的虐待の罪という独立した規定を置いている。
イギリスには、従来の性犯罪に関連する法令を整備・統合したものとして、2003年性犯罪法があり、性犯罪の構成要件、法定刑等が規定されている。同法は、性犯罪の概念を整理し、 104構成要件の明確化を図った。また、性的行為への同意に関する重要な変更として、被告人が性的行為の際に同意があったことの立証責任を負うこととされた。また、弱者保護の観 点から、児童及び精神障害を持つ被害者に関して特別の規定が設けられた。
アメリカでは、性犯罪は原則として、各州の刑事実体法、刑事手続法、性犯罪者登録及 び公表に関する法等により規制される。連邦法は、州境を超える性犯罪等の連邦的色彩のあるものを規制する。 すべての州において、被害児童が性的行為に合意している場合でも、一定年齢未満の児童との性的関係を禁止する法律がある。

### 日本の治安
エコノミスト・インテリジェンス・ユニット(Economic Intelligence Unit/EIC)が発表している「世界平和指数(Global Peace Index) 2018年版」での順位は、163ヶ国中、日本が9位、アメリカが121位だった。
順位が低いほうがより安全となる「世界テロ指数(Global Terrorism Index) 2018年版」では、163ヶ国中、日本が67位、アメリカが20位、イギリスが28位、フランスが30位だった。
「都市別安全度ランキング(Safe Cities Index) 2017年版」では、60都市中、東京が1位、大阪が3位だが、アメリカの都市はサンフランシスコ17位、ニューヨークとロサンゼルスが21位、シカゴ27位、ワシントンDC28位、ダラス34位となっていた。
経済協力開発機構(OECD)の犯罪統計「犯罪被害者数の対人口比」では、日本は他の先進国と比較しても珍しく、2017年までの15年間「犯罪率の低い国」という立ち位置を維持している。また、イギリス警察が2009～2010年に10万人当たりの凶悪犯罪発生率を国別に分析した資料では、34ヶ国中、日本は殺人33位、強姦は34位と安全なほうだった。
警察庁「犯罪統計 2018年度版」では、殺人の認知件数が915件（そのうち少年は33件）で、刑法犯の認知件数の合計は817,338件だった。刑法犯の認知件数がピークだった2002年以来、件数は3分の1に減っており、「犯罪白書 2018年度版」では「治安情勢および体感治安には一定の改善がみられる」とした。一方、ストーカーやドメスティックバイオレンス、児童虐待などの「人身安全関連事案」、振り込め詐欺やサイバー犯罪など「非対面型犯罪」が増加傾向にあるとした。
諸外国の犯罪動向は、国連薬物犯罪事務所 (UNODC/United Nations Office on Drugs and Crime)が実施した犯罪情勢等に関する調査(UN-CTS/United Nations Survey of Crime Trends and Operations of Criminal Justice Systems)を使用した分析が「犯罪白書 2018年度版」に載っており、殺人、強盗、窃盗、強制性交等について、アメリカ、イギリス、フランス、ドイツの4ヶ国の犯罪動向と、日本の犯罪指標の推移（2015年までの最近5年間）が掲載されている。
性犯罪と違い、暗数や定義の違いによる国家間の差が少ない殺人において、2011年、2015年の比較は以下となる。なお、発生率は10万人あたりのもの。
|          | 発生件数 | 発生率 |
| 日本     | 442      | 0.3    |
| アメリカ | 14,661   | 4.7    |
| イギリス | 641      | 1.0    |
| ドイツ   | 738      | 0.9    |
| フランス | 856      | 1.4    |

|          | 発生件数 | 発生率 |
| 日本     | 363      | 0.3    |
| アメリカ | 15,883   | 5.0    |
| イギリス | 649      | 1.0    |
| ドイツ   | 682      | 0.8    |
| フランス | 1,017    | 1.6    |

統計データ分析家の本川裕は2017年、先進国の各国比較では、銃社会が特徴のアメリカで他殺率が特段に高く、日本は他殺率が非常に低いレベルであると分析した。しかし、日本は犯罪率の低さと、実際に感じている治安に対する安心感（体感治安）が一致していない。これは1990年代末～2000年代初頭にかけて、警察が告訴や被害届を積極的に受理するなど対応を変更し、犯罪認知件数が急増した際、マスコミに犯罪増加のデータが頻繁に登場したことで、体感治安が急激に悪化したとしている。法学者で龍谷大学教授の浜井浩一は、凶悪犯罪の過剰報道によって作られたモラル・パニックを「治安悪化神話」と名付けた。
本川裕は「安全と安心は別と言われるが、社会が安全であるのに、統計データの誤用や誤解によって無用な社会不安が生まれる事態だけは避けたい」とした。

### 体感治安とデマ
1999年、福岡県春日市で「6歳の娘がショッピングセンターのトイレで3人の中学生に暴行され、子宮が破裂した」という噂が広がり、西日本新聞が取材したところ、1999年6月13日号に「デマだと判明」という記事が掲載された。しかし、「本当にデマなのか」「事実だと信じて疑わなかったのに」など問い合わせが殺到した。
2005年には、「イオンのトイレで女児が暴行された」という話が独り歩きし、小さな子どもを持つ保護者らの間を席巻したが、高知署やイオンは「あり得ない」と真っ向から否定し、高知新聞の調べでも事実は全くの無根であると判明した。似たような話が数年前から全国各所で発生しては消えており、ネットなどで「都市伝説」と形容されるうわさ話の一つとみられている。事件が公表されないのは「被害者の強い要望」などと語られるが、高知署の北村明彦副署長は「そんなこと（隠すこと）、できるわけないでしょう」としている。元をたどっても「うわさで聞いた」としか確認できず、通報の事実もないため、故意に虚偽情報を流した場合、名誉棄損も考えられるとしている。
2007年には、「大型ショッピングモールで目を離したすきに、子供がトイレで性的暴行にあい、男子はお尻にボールペンを入れられ、女子は3歳で子宮を全摘出しなくてはならなくなった」というチェーンメールが流行し、神奈川県警、大阪府警、各種ニュースなどで注意喚起が行われた。転送が繰り返されるうちにメールも変化し、「事実、友達が日曜に〇〇店１階で、どこかのママが泣きながら、（被害に遭った）男の子を抱きかかえて裏口に入っていくのを見た」などと情報はエスカレートした。ワンクリック詐欺の可能性も指摘され、「うそのメールとはいえ、実際にあってもおかしくない程度の信憑性がある。不審者情報に敏感な母親なら事実と信じ込んで一気に広がってしまう」「不安に思っても事実確認をし、転送しないように」と呼びかけられた。

## 性的対象化と女性
男性による女性の性的対象化は女性を第一に性欲の対象として取り扱い、全人的な存在を等閑視する。具体的にいかなる状況が性的対象化であるかについては意見が分かれているものの、フェミニストは女性の性的魅力を強調するメディアや広告、そして女性を従属的な弱者として扱う放送、芸術、広告、ポルノグラフィ、あるいは売春やストリップ、さらに男性が公的な場で女性の魅力や美しさについて論評する場面、たとえば美人コンテストや豊胸・ラビアプラスティの美容整形が必要とされる状況において性的対象化は実践されていると考えている。メディアにおける性的対象化は様々な手段によって行われる。例えば女性主人公の不足や、極端な場合には非常に性的なセリフが使われたり、挑発的なドレスをまとった女性が登場することもある。
フェミニストと心理学者は、性的対象化は女性に拒食や鬱、そして性的不能をもたらすのみならず、彼女らの知性や能力が現に社会によって無視され、これからも無視され続けるだろうという期待を抱かせることによって自信を失わせることがあると主張している。フェミニスト運動は家父長制・パターナリズム的な婚姻に引導を渡し、自由恋愛を推奨した（例えば女性が性的快楽のために婚外交渉を楽しむようになった）ことによって性的対象化の問題に貢献したと評価されることもある。
一方で自由恋愛は男性が生涯のうちに体験する女性の数を増加させ、次いで一部の（上位の）男性にとってのセックスの価値が下がり、さらには彼らにとっての女性そのものの価値まで切り下げることになった。ある研究によると、女性が性的対象化されるメディアに触れている男性は、そうでないメディアに触れている男性と比べてこうした行動パターンをとりやすいということがわかっている。性的対象化が女性と社会に与える影響は学会でも議論の種になっているが、ある者は女の子たちが性的対象化を通して美貌の重要性を理解し、女性への成長を通じて恐怖、恥じらい、あるいは嫌悪感を学習すると主張している。一方で、若い女性はとくに性的対象化されやすいため、それらに触れることで女性特有の魅力が影響力、尊敬、さらには富へと交換できることを学習すると主張する者もある。
ロバート・ジェンセン(Robert Jensen)やサット・ジェリー(Sut Jhally)をはじめとするフェミニスト派の文化評論家はマスメディアと広告こそがマーケティングのために女性の性的対象化を促進していると批判している。
女性の性的対象化への反対は現代に端を発するものではない。フランス啓蒙主義においては、女性の乳房は性的な誘惑物なのか、あるいは単なる器官にすぎないのかについての論争があった。1771年、フランスの作家アレクサンドル・ギヨーム・ド・モワシー(Alexandre Guillaume Mouslier de Moissy)による戯曲『The True Mother (La Vraie Mère)』において、主人公の女性は夫が彼女を性的な鑑賞物として扱っていることを叱責する。

「なんで胸ばっかり見ているの？自然からの素晴らしい贈り物を、ただの飾り物だと思って！」

### 女性の自発的性対象化
ジャーナリストで同性愛者のアリエル・レヴィ(Ariel Levy)によれば、1990年代の西洋の女性は、自らの性的な要素や魅力を自らの利益のために利用しているという。彼女たちは、たとえば露出の多い服を着たり、わいせつな言動をしたりすることで、自発的に、自分を性的対象化する。一部の女性はこうした行動をエンパワメント（女性であることへの力強い応援）であると考えている。レヴィは、このような意識的な性的差別化を「低俗文化(raunch culture)」と名付けて肯定的に捉えている。
レヴィはこの問題を2005年出版の著書『男性優越主義のメスブタ（原題：Female Chauvinist Pigs: Women and the Rise of Raunch Culture）』で扱っており、世界的なベストセラーとなった。ソフトコア・ポルノを中心としたビデオ『ガールズ・ゴーン・ワイルド（原題：Girls Gone Wild）』のカメラ班を追跡取材した上での結論として、1990年代アメリカの性風俗は女性を性的対象化するのみならず、女性自身が女性の性的対象化を推し進めると主張している。レヴィによれば、現代において女性が濡れTシャツコンテストに参加したり、より過激なポルノグラフィを不快に思わないことは、フェミニストの強さの象徴に他ならないという。

### 母の娘に対する性的対象化
臨床心理士で原宿カウンセリングセンター所長の信田さよ子は、性的モノ化に性虐待を挙げている。母から娘への性的な玩弄はしばしば起きており、抵抗しない、まっさらな幼い娘の体を愛玩する姿は、父のように荒々しく侵入しないため、多くの記憶が時間と共に忘れられてしまう。また逆に、娘の女性性を否定する母親もいる。アダルトチルドレンのグループカウンセリングでは、「思春期になってもブラジャーを買ってもらえない」「母が娘の初潮を「女になった」などと嫌がり、対応に困る」が定番である。さらに門限を破った娘を全裸にして責め立てる、短いスカートを「まるで売春婦だ」「ふしだらだ」となじることすらある。これらは「娘を厳しく囲いこんだのに裏切られた」という怒り、「自分だって性的に奔放にふるまいたかった」という無意識の羨望と嫉妬で、母親たちの屈折した性的欲望が感じられる。

## 性的対象化と男性
アメリカの作家で哲学者・倫理学者のクリスティーナ・ホフ・ソマーズ（Christina Hoff Sommers）と、リベラル・フェミニストのナオミ・ウルフ（Naomi Wolf）は、女性解放運動が女性を男女の役割逆転（role reversal）状態に置き、それゆえ男性を性的対象として扱うようになったと指摘しているが、それは彼女たちが批判している「男性が女性に対して行っているもの」と変わるところがなかった。作家・教育者・心理学者のハロルド・リヨン（Harold Lyon）は、さらなる女性解放のためには男性の解放が必要であると主張している。この傾向は1990年～2000年代前半のガールパワー(girl power)時代において顕著であった。男性はしばしば他の男性によって対象化された。研究によれば、性的対象化されたことによる男性への影響は女性へのそれと類似している。否定的な身体イメージがすり込まれ、内面化されてしまう。
女性によって男性が性的対象化される例は、広告、ミュージックビデオ、映画、テレビ、男性ヌード・男性肉体美写真(beefcake)のカレンダー、婦人雑誌、男性ストリップ、クローズド・フィーメイル・ネイキッド・メイル(CFNM)イベントにおいて見ることができる。女性もまたポルノグラフィを購入し、消費する。

### メディア
メディアにおいて、男性は強く、引き締まった理想的な体型を備えたものとして描かれる。理想化された女性は細身である(Aubrey, pg. 7)。男性の性的対象化は、以前よりもますます進展している。いわゆる「割れた腹筋」を誇示する広告は、男性を性的対象化しているといってよいだろう。男性の性的対象化は、男性の身体を描いた広告の37%で見つけることができる。広告における男性の性的対象化の問題は女性のそれと共通しており、身体不安、摂食障害、完璧主義への執着をもたらす。メディアのために、男性は画一的な「美しい身体」を手に入れるため、ステロイド剤を使用することへの圧力を受けがちになる。絶えず表明される「理想的な」体型は、社会の男性全員にそれへの適応を要求する。
映画やテレビで活躍する俳優は、多くの場合素晴らしい「理想的な」身体を持っている。彼らはしばしば男性の性的対象化を促進する役割を果たす。社会は理想的でない身体を持った男性に出会ったとき、彼らを滑稽であるとして嘲笑する。様々な場において、理想的な身体を持たない男性が主役や指導者になっていることは珍しい。「そこには世俗的、文化的そして地理的な「規範」がジェンダーを始めとする様々なアイデンティティにおいて存在するが、それらは生来的、あるいは自然的なものと誤解されがちだ」。

### 男女の非対称性
社会では女性の性的対象化に注目が偏りがちであるため、男性の性的対象化はあまり知られていない。男性の性的対象化が進展しているにもかかわらず、男性はつねに権力的な性であると考えられているため、女性の性的対象化が問題とされ続けている。
身体査定(body evaluation)の概念は女性に関する問題においてより大きな重要性を持っている。個人間における性的対象化の範囲(ISOS：The Interpersonal Sexual Objectification Scale)理論によれば、男性に対しても非言語的な方法で規範を強制しているが、女性に対してはより直接的かつ不愉快な方法で身体査定が行われることがある。男性は男性同士で身体を査定されるが、女性の場合はいずれの性からも査定の対象とされる。性的に対象化されている間、人は絶えず体型と容姿について注意を払わなければならない。そのため、やはり摂食障害や身体不安といった弊害をもたらす。ISOS理論は、性差別と性的対象化の問題を論じるにあたって重要な概念である。自発的性対象化は女性に多く見られるが、これは女性同士の評価に深く関係している。男性はメディアを通してこれを目撃するにすぎないため、この部分に由来する負担は女性より軽いというべきであろう。

### 男性の性被害
法務省『犯罪白書』では強姦や強制わいせつの件数が確認できる。2018年時点で、日本でも男性の性被害が年間200件ほど記録されている。2016年の法務省法務総合研究所『性犯罪に関する総合的研究』では、2015年〜2014年の強制わいせつの被害発生率（10万人あたりの認知件数）は、女性が10.0〜13.0、男性は0.2〜0.3である。2014年の内閣府『男女間における暴力に関する調査』でも、配偶者からの「身体的暴行」や「精神的な嫌がらせや恐怖を感じるような脅迫」「生活費を渡さない経済的圧迫」「性的な行為の強要」について「何度もあった」は女性が9.7 %、男性が3.5 %。「1、2度あった」は女性が14.0 %、男性は13.1 %と、男性も被害者になることがあると示している。
しかし、2017年の刑法改正で、被害者を女性に限っていた「強姦罪」を廃止し、男性も対象に含める「強制性交等罪」が新設されるまで、強姦の男性被害者は「法的に」存在しなかった。

### 男子の性被害
子どもの権利条約において「児童」は「18歳未満のすべての者」を指すが、児童の性的虐待は女児だけでなく、男児にも多い。様々な統計があるが、世界的には少年は6人に1人、少女は4人に1人が被害にあっていると言われる。2004年3月のアジア女性基金『高校生の性暴力被害実態調査』では、性被害経験のある高校生男子が5～10人に1人いるとした。信田さよ子は、加害者は父・兄・祖父・従兄弟のような男性の場合と、母や姉といった女性の場合とがあるとし、日本では「男性＝加害、女性＝被害」という固定化されたジェンダー観から、男性の性被害者そのものがタブー化され、不可視にされていると指摘する。
また、性被害に対する受け取り方にも違いがみられる。たとえば痴漢にあった場合、女性は怒りや怯えなど「被害」と捉える傾向にあるが、男性は「武勇伝」と捉えることがある。「触らせてやった」「哀れみとともに観察してやった」「困ったやつら」と男同士で笑いとともに語り合い、面白おかしく観察しバカにする能動的ポジションに立ち、まるで痴漢に遭うことがステータスの上位を示すように捉える。信田さよ子は、これは「加害者」という定義を無効化しようとする意思であるとしている。
しかしこのような「武勇伝」的立場は性虐待には通用しない。父親から息子への性虐待の多くは、入浴中に性器を洗われながら弄ばれる、父親の性器を触らせられるなど風呂場で行われる。息子が被害を訴えることは稀で、父親は訴えられないと確信している。これは父親から娘への性虐待と全く同じ強者と弱者の図式である。能動的性の主体であるはずの自分が受動的で性的客体だったことは、自らが「女性化」されるということに他ならない。この自覚は性的アイデンティティーの形成に揺さぶりをかける。
また母親からの性虐待は、ケア・世話といった体で行われる。息子の性器を洗う、観察する、それを隠そうとするは変だと刷り込むなどし、自分を心配し、ケアしてくれていると息子を思い込ませる。娘への性虐待は父親からの「体を傷つける行為・被害」として記憶されるが、母親は息子の体を傷つけていない。よってのちに性虐待を自覚した際、「加害者の不在」という宙づり状態となる。どう受け止めるべきか混乱し、定義する言葉がみつかるまで長い時間を要する。
母親たちの性的まなざしは、ポリティカル・コレクトネス(PC)的な二分法だけではとらえられない、問題の複層化、複雑さの提示である。

## 性的対象化とセクシャルマイノリティ

### ボーイズラブ作品
ボーイズラブ(BL)は男性同士の恋愛をテーマにした創作ジャンルの通称である。BLを好む者を腐女子・腐男子という。
2018年3月、文化庁メディア芸術祭マンガ部門優秀賞と、アメリカ・アイズナー賞で最優秀アジア作品賞を受賞した『弟の夫』(ISBN 4575846252)著者でゲイの田亀源五郎は、「ゲイというものをタブーにしない」「ゲイについて万人が理解する必要はなく、嫌でもいいが石は投げるな、もしくはそれをアンモラルなものとして子供に教えたりはするなよという感覚」「私の定規とあなたの定規は違うということを意識すべき」「差別的と思われる表現に意見し、反論が出て、議論になればベストだが、今は対話までは見えてこない」とした。
2018年4月、連続テレビドラマ『おっさんずラブ』が放送された。LGBT当事者からは「まさにBL」「ノンケ（異性愛者）が、そんな風になびくわけない。非現実的」「性のあり方がよくわからない」などのネガティブな意見、「ほどよいバランス」「面白かった」といった好意的な意見、「ラストのスーツケースの会話、痛い、絶対入らない、とか言ってるし行為のメタファー(隠喩)だ」など、ストーリーを深掘りして、性的なものを匂わす演出に長けていると称賛する声もあるなど、様々な感想があった。

### 百合作品
百合は女性同士の恋愛や友情をテーマにした創作ジャンルの通称である。女性ファンだけでなく、男性ファンが多いことでも知られる。
2018年、池袋マルイ店で開催予定だった「ふともも写真展」で、フェミニストで評論家の勝部元気が「社会的ドメスティックバイオレンスだ」と非難するなど、性的モノ化・性的対象化された差別表現であり、「性的」「未成年を連想させる」と抗議を受け、同時開催の「百合展」とともに中止となり、Twitterで論争化・炎上した。
セクシャルマイノリティ表現すら「はしたない」「性的」「子供に見せられますか？」で潰されてくという指摘に対し、一部のフェミニストからは、抗議はふともも展のみで、百合展自体に抗議はなく、ふともも展の写真家が百合展にも参加しており、作家全員の参加が難しくなったことが原因であるとし、名古屋芸術大学非常勤講師・京都造形芸術大学客員教授で作家であるフェミニストの大野左紀子も「性的表現の消費をめぐって批判側が「はしたない」という言葉を使っているのは見たことがない」とした。ただし、フェミニストらが否定したのは「はしたない」という道徳的理由だけであり、「性的」「子供に見せられない」「女性差別である」などの主張は多数見受けられた。また、フェミニスト以外の保守派からは「はしたない」という意見も出ていた。ふともも展は翌月、企画コンセプトの変更は行わず、作品数を増やすなどし、原宿のギャラリーで開催された。

### ゲーム
2015年、海外で配信中のスマートフォン向けゲームアプリ『ラブライブ！スクールアイドルフェスティバル』において、同性愛を示唆するセリフの表現規制が行われた。キャラクターのひとりである東條希の「可愛い女の子が好き」が「可愛い物が好き」という表現になり、オリジナルキャラクターの坂巻千鶴子の「女の子同士とか全然関係ないわ」が「男女で遊ぶのは恥ずかしいことじゃないわ」と差し替えられた。
このような表現規制は同性愛者であるファン層への差別となるのではないかと報じられ、これが発端となり炎上した。運営側のKLab Americaは「自己検閲による表現規制ではないかという声もあるが、そのような意図は全くなかった。あくまでオリジナルに忠実にローカライズを行っている」と、同性愛者差別の可能性を否定する声明を発表した。
2016年2月、任天堂『ファイアーエムブレムif』の欧米版『FIRE EMBLEM Fates』で、「女の子が大好き」という設定の女性キャラクターと男性主人公が結婚するイベントの一部表現が削除された。男性主人公が「男性が女性に見える魔法の粉」をソレイユの飲み物に盛るといった描写が、「同性愛者を矯正治療している」「同性愛嫌悪の表現」と問題視されたためだった。
『ファイアーエムブレムif』は「白夜王国」「暗夜王国」の2バージョンで展開され、白夜王国では女性主人公と特定の女性キャラが、暗夜王国では男性主人公と特定の男性キャラが同性婚できる仕様となっていたが、これは2013年に任天堂が発売した『トモダチコレクション 新生活』の欧米版『Tomodachi Life』で、アメリカで同性婚実装を求める声が上がったが、「どのような形での社会的主張も行うことは意図していません」と回答して炎上し、「同性婚の要素を加えることはプログラム上できないが、次回作ではゲームデザインの段階から検討する」とした経緯ののちに実装されたものだった。

## 性的対象化と恋愛関係

### デートDV
デートDVとは、交際している恋人間で起きる暴力のこと。以下のようなものが挙げられる。
- 行動の制限：LINEの既読がつかないと言っていつも怒る。自分以外の異性と口をきくなと約束させる。SNSへの投稿を常にチェックし、気に入らないことがあると怒る。
- 身体的暴力：思い通りにならないことがあるとキレて殴る。腕などを強い力で握る。髪を引っ張る。服で見えないところを噛んだり、つねる。
- 精神的暴力：他の人の前でも、デブ、バカなどと言う。趣味や特技をけなしてやめさせる。別れたら自殺すると言う。
- 経済的暴力：高いプレゼントを無理やり買わせる。デートの費用を払うよう強要する。アルバイトをさせてお金を巻き上げる。
- 性的暴力：無理やりキスやセックスをする。コンドームをつけるなど避妊に協力を得られない。見たくないのにセックスの動画を見せる。裸の写真や動画を送らないと別れると脅す。

2017年時点でのDV防止法は、配偶者と同居している恋人間に適用されるが、同居していない恋人間のDVには適用されない。

### デートレイプ
「デートレイプ・ドラッグ」は、レイプに使われる薬物のこと。リキッド、幻覚剤、粉末や錠剤、液体など様々で、一般的な睡眠薬、睡眠導入剤をデートレイプ・ドラッグとして使う犯罪者もいる。ドラッグ使用ではなく、過度の飲酒をすすめて女性を酩酊状態にし、性暴力をふるうケースもある。度数が高いアルコールは味がわかりづらく、少量でも意識が飛ぶこともあり得る。
2003年には、早稲田大学の元公認サークル「スーパーフリー」が常習的に集団強姦をおこなっていた、という卑劣な事件が明らかになった（スーパーフリー事件）。
2017年には、アメリカ・フロリダ州にあるレストランの女子トイレに貼られていたポスターが話題になった。内容は以下のようなもの。
「あなたがデートサイトで会った相手は、プロフィールに書いてあった情報と違いますか？ 身の危険を感じたり、ちょっと違和感を覚えたりしますか？
私たちがお助けします。バーカウンターで『Angel Shot（天使のショット）』を注文してください。
NEAT（ストレート） ：バーテンダーがあなたを車までエスコートします。
WITH ICE（氷と一緒に）：バーテンダーが車を呼びます。
WITH LIME（ライムと一緒に）：バーテンダーが警察を呼びます」
地元紙が取り上げてから他の飲食店でも同じ内容を提示し、「全てのレストランが、女性用トイレにこのポスターを貼るべき 」とフェイスブックやTwitterで拡散された。

## 性的対象化とキリスト教

### カトリック教会の性的虐待
海外で児童の扱いに関心が高い理由のひとつとして、2002年にアメリカでキリスト教会の児童性虐待が発覚したことが挙げられる。その後、世界中の聖職者による、50年以上に渡る、少なくとも数千万件規模の被害が明らかとなった。被害を把握しながらも隠蔽工作を行っており、社会問題となっている。この性虐待は少年の割合が高いが、少女もおり、自殺者も出ている。

### キリスト教の普及率と価値観の違い

#### 普及率
欧米と日本の社会背景の違いとして、キリスト教の道徳規範が生活に与える影響が非常に大きいことが挙げられる。アメリカが国策として巨額を投じた「絶対禁欲性教育(Abstinence-Only Sex Education)」をはじめ、ピュアボール(Purity ball)、プロミス・キーパーズなどの例にみられるよう、キリスト教が説くモラル・ルールが正しいと信じられており、生活や考え方と密接に関わっている。
G7の中でキリスト教でないのは日本だけで、先進国はすべてキリスト教国となっている。世界にはキリスト教徒が23億人、イスラム教徒が16億人いると言われるが、日本のキリスト教徒はカトリックとプロテスタントを合わせても100万人程度で、人口の1 %にも満たない。日本は一神教が浸透しなかった世界最大の国となっている。
一方、日本の首相には意外にクリスチャンが多い。判明しているだけでも、戦前では原敬、戦後では吉田茂、片山哲、鳩山一郎、大平正芳、細川護熙、麻生太郎、鳩山由紀夫。戦前、戦後を通して首相の数は計62人で、約13 %の割合であり、日本全体の対人口比1 %弱に比べるとかなり高い。

#### 価値観
日本の考え方の特徴にアニミズムが挙げられる。アニミズムは「生物・無機物を問わず、すべてのものに神や精霊が宿っている」という多神教の考え方のこと。多様な八百万(やおよろず)の神々と付き合う中で、「自然に逆らわない」「バランスをとる」ことに重きを置く文化が形成されたと見られる。世界価値観調査でも、日本人は世界一自然環境を重視している。
対してキリスト教は一神教で、神は1人しかおらず全能であり、神の教えは唯一の正解だとされている。よって、正解であるキリスト教の普及に邪魔だった土着の神々は「異教の悪魔」と見なされ、イスラム教徒と対立した戦争も数多く起きている。また、「原罪」という教義も大きく影響している。原罪とは、楽園エデンで平和に暮らしていたアダムとイブが悪魔に誘惑され、神との約束を破って禁断の果実（知恵の実）を食べてしまい、罪人として地上に追放され、現在の人間は全員がその子孫という考えである。
ウェスレアン・ホーリネス神学院外部講師の深津容伸は、「人間が禁止をあえて破る性格を持っていることを表現した有名な創世記の物語」は「原罪」以外にも『浦島太郎』『鶴の恩返し』『雪女』など数多く存在するとしたうえで、違いを「アダムの罪により、その子孫である全人類も罪を負っている」点にあるとする。日本人にとっては、人は生まれながらにして無垢の存在である。生きていく中で世の中の様々な汚れに染まることにはなるが、それは罪人になるというほどのものではない（先祖の罪の結果自分までが呪いを受けるとしても自分自身が罪人である訳ではない）。日本人が性善説をとっているのに対し、聖書では性悪説がとられているとし、「アダムの罪により、その子孫である全人類も罪を負っている」というキリスト教の考えは、日本の精神風土とは異なるとした。
東北大学名誉教授の田中英道は、「原罪」では女性のイブが男性のアダムに禁断の果実を手渡すが、これは「女性が男性をセックスに誘った」ことを意味するため、「男と女という性を意識してしまったところにこそ罪がある」という考え方が原罪の本質だとしている。キリスト教ではすべての人間が「生まれた時点で罪人という制限」を持っているため、「人間は不幸（＝罪人）である」「（罪人であるため）満たされない現実を批判する」「自己主張やわがままを言う」という考えに繋がったとしている。この「人間は生まれながらに不幸である」という考えは、フロイトが提唱したエディスコンプレックスとも通じており、西洋の厭世観・悲観主義の元になっているとする。
対して、日本人は原罪の認識がなく、何の制限も持っていないため、「生まれながらにして自由である」「その自由（野生）を抑え、周囲と協調・共同し、バランスを取る」「わがままはいけない」という価値観に繋がったとしている。日本では「自然は厳しく、かつ厳しい自然にはきちんと摂理がある」と信じているため、セックスを否定せず、男と女のどちらが悪いかという発想も薄いとしたうえで、西洋と日本の「違い」を「遅れ」ととり、西洋の思想が正しいと思い込むのは間違っているとした。

## 性的対象化と性教育
フェミニストで#WeToo JAPAN発起人の一人である福原桃似花など、性的対象化やレイプカルチャーによる被害の解決には、親など大人の態度・教育や性教育が重要だとする声もある。なお、日本の刑法において、性的同意年齢は男女とも13歳以上に設定されており、13歳になれば自己責任で性行為をしても良いことになっている。また、2018年1月に改訂されたユネスコの『国際セクシュアリティ教育ガイダンス』では、性教育の開始は5歳からで、ヨーロッパの性教育スタンダードでは0歳からとなっている。

### 性教育の効果とキリスト教の純潔教育
2002年から、秋田県では県の教育委員会と医師会が連携し、中高校生向けに性教育を実施している。その結果、全国平均の1.5倍だった10代の中絶が平均以下となり、2012年には十代の中絶率が約三分の一となった。性教育で性行動はより慎重になると知られている。
アメリカでは1980年代半ばから、性病やエイズ感染症の予防からコンドームの使用指導をしていた。しかし1990年代初めより、キリスト教右派の「絶対禁欲性教育(Abstinence-Only Sex Education)」が導入された。結婚するまで絶対にセックスをしてはならず、妊娠の医学的仕組み、避妊の仕方も教えてはならないというもの。ブッシュ政権は莫大な資金援助をしたが、避妊を教えた場合は助成金を打ち切った。その結果、一部の州で未成年者の性病罹患と妊娠が急増した。

### アダルト業界の性教育
カリスマAV男優として名高い加藤鷹（1988年デビュー）は、『秘戯伝授 最終章』(ISBN 4845412381)や各種メディアで、爪のケアなど衛生面の徹底、女性の反応を重視するセックステクニックを推奨している。
女性が作る女性のためのAVメーカー「シルクラボ」にて圧倒的人気を博した一徹は、加藤鷹の時代から「AVはファンタジーである」という発信は多くの人が言い続けているが、気づかないままAVに影響されてしまう者が多いとした。ネット時代において、情報リテラシーが高い者は正しい情報を手に入れており、格差も大きいとしている。2014年に『恋に効くSEXセラピー』(ISBN 4040662296)を出版。大事なのは相手の立場に立って考えるコミュニケーションだとし、女性は勇気を出して違和感を伝え、男性はそれを受け止めて、やり方や考え方を変えていくことを提案している。2017年時点で、男性向けの激しいAVはもういい、女性が嫌がっている顔を見たくないという理由で、女性向け作品を見ている男性も少しずつ増えているとした。

### 男子の性教育
元一橋大学・津田塾大学講師の村瀬幸浩は、2014年出版の『男子の性教育』(ISBN 4469267600)に、男子高校生を対象にした「射精イメージ」の調査結果を記載した。約15 %の男子が射精を「汚らわしい」と感じ、約20 %が「恥ずかしい」という意識を持っている一方、女子高校生の「月経のイメージ」では「汚らわしい」と答えた人は約5 %、「恥ずかしい」は約8 %であった。この男女差は教育の有無によるものだとしている。
「レイプが女性の人格を切り裂く殺人的行為だなんて考えたこともなかった。セックスのバリエーションのひとつと思っていた」などの認識や、望まない妊娠や中絶において彼氏の「他人事感」が問題となる場合、無知ゆえにリアルな想像や共感ができなかったことも原因だとし、性教育は大人が子どもに対して果たすべき責任だとしている。
アダルトビデオ＝性のスタンダードになってしまうと、パートナーを心理的・肉体的に傷つけてしまうことに発展しかねず、「アダルトビデオは作り物なんだ」「あれは女の人がお金で演技している（させられている）ものなんだ」という分別がつけられるよう、性について真面目に伝えていくことが大切だとする。
埼玉大学教育学部の田代美江子教授は、「性をいやらしいと考えている大人」や「性と真正面から向き合わない大人」は、極めて個人的な感覚に端を発するタブー意識を拠りどころに性を捉えており、大人たちが体系的な性教育を受けていないことから、「小学生には早い」「中学生に避妊なんて教えてどうするんだ」という価値観がストッパーになってしまうとしている。

### 日本の性教育

#### 純潔教育から性科学への転換
日本の性教育のはじまりは、1945年の第二次世界大戦敗戦直後から国が主導してきた「純潔教育」に遡る。性科学者で京都精華大学ポピュラーカルチャー学部教授の斎藤光によると、1947年にGHQの支援を受けて婦人民主クラブが創立され、発起人のひとりである山室民子は、「一夫一婦結婚の貫徹」「男女ともに婚前性交の禁止」「男性の買春への批判、女性の人格を認め、女性の性の商品化と決別する」などの主張をした。これは日本キリスト教婦人矯風会等の性 ･ 結婚思想の基軸となってきたもので、戦前から存在する思想である。
1972年、日本性教育協会が設立され、純潔教育から性科学を主軸にする性教育へと転換した。
1992年、学習指導要領が改訂され、思春期の成長は「男子＝声変わり」から「精通」と定義され、性に関する具体的な指導が盛り込まれたことで「性教育元年」と呼ばれた。エイズが社会問題化し、HIV教育の重要さがフォーカスされたことで、小学校6年の理科で扱う人体の学習が3年生に前倒しされ、5年生に『人の発生と成長』が位置づけられるなど、性教育に発展の兆しが見られるようになった。
教育現場では射精をどこまで掘り下げるかなど試行錯誤をしていた。そんななか、東京都日野市の七生養護学校では、知的障害の子どもが性被害を受けても気づかなかった等の事態を受け、男性器と女性器の名称を織り込んだ歌や、性器のついている人形を使うなど独自の性教育に取り組み、校長会等でも高く評価された。

#### 性教育バッシングと裁判
2002年、東京都議会議員で自民党の古賀俊昭ら3議員が、七生養護学校の取り組みを「行きすぎた性教育」と問題にし、メディアで「過激な性教育」「まるでアダルトショップのよう」と扱われるなど、社会的なバッシングが起きた。その後、七生養護学校は授業内容の全面変更・禁止、授業は事前に副校長の許可と当日の監視のもとで実施するよう指導され、教師100名あまりは処分された。この事件で教育現場は萎縮し、日本の性教育は大きく後退した（七生養護学校事件）。
2005年3月4日の参議院予算委員会では、山谷えり子参議院議員が「ペニス、ヴァギナなどの用語を使いセックスを説明するのは過激で、とても許せない」と批判し、小泉純一郎元首相も同意した。自民党の安倍晋三を座長とした「過激な性教育・ジェンダーフリー教育実態調査プロジェクトチーム」が設置され、性教育は余計に性を乱すと非難した。山谷えり子は「性なんて教える必要はない」「オシベとメシベの夢のある話をしているのがいい」「結婚してから知ればいい」と主張。一部のメディアは「過激性教育」「とんでもない性教育」などと大きく取り上げ、『性教育の暴走』(ISBN 4594055206)が発売されるなど、社会的な性教育バッシングとなった。
これにより学習指導要領が変更され、科学的な知識としての「受精」は扱うが「受精に至るプロセス（＝セックス・性交）」は扱わないなど、日本は性教育後進国となった。
2013年、七生養護学校の教員・保護者・関係者が人権侵害を訴えて提訴した「こころとからだの学習裁判」で、最高裁は「教育の自主性を阻害」するなどの「不当な支配」にあたると認定し、古賀俊昭をはじめとした都議側に、原告である教員らに賠償金を支払う判決を下した。

#### 裁判以降の性教育と純潔教育
2018年3月、東京都足立区立中学校の授業が不適切だとする東京都議会質問が波紋を広げた。性交、避妊、中絶は中学の学習指導要領で扱っていないが、3年生を対象にした授業で「産み育てられる状況になるまで性交は避けるべき」と強調し、避妊や人工妊娠中絶についても教え、考えさせる内容を行った。また授業前のアンケートで「2人が合意すれば、高校生になればセックスをしてもよいと思うか」や、正しいと思う避妊方法などを問う項目が含まれており、「学習指導要領に記載のない性交、避妊、中絶といった言葉を使っていた」「かえって性交を助長する」と問題視され、足立区教育委員会を指導するに至った。
発端の都議会質問は、七生養護学校を非難・処分し最高裁で敗訴した古賀俊昭で、「結婚するまで性交渉を控えるという純潔教育や自己抑制教育が必要だ」「そもそも『結婚する・しない』を自己決定するという戦後の価値観が問題だ。『結婚・出産・子育て』は社会貢献だとしっかり教育すれば、安易な性交渉にはおのずと抑制的になる」などと主張した。
この批判に対し、NPO法人ピルコン理事長の染矢明日香らが中心となり、教育者や専門家による反対署名を開始した。反対署名の内容は「健康と安全のために不可欠な人権教育としての包括的な性の教育の推進と、学習指導要領の見直しを求める」というもので、2022年12月時点で4万人以上から賛同を得た。
2019年2月26日に行われた東京都議会では、中学校での性教育について、都教育委員会の中井敬三教育長は「児童生徒が正しい知識を身に付け、適切に意思決定や行動選択ができるよう、区市町村教委などと連携して各学校を支援する」と答弁した。小池百合子東京都知事は、犯罪の被害者を支援するための犯罪被害者支援条例を制定する方針を明らかにした。

## 性的対象化と創作物・娯楽
子どもの権利条約において、児童は18歳未満（17歳以下）のすべての者を指す。創作物が子供や社会に与える影響について、批判は古くから行われてきた。
- 近代書物研究家の森銑三は、『書物』(ISBN 4003115317)にて「活字本ばかり読んでると、人間に深みがでない」という説を載せている。
- 読売新聞記者の高木健夫は1921年のエピソードとして、小説は読書の内に入らないどころか、新聞の連載小説を読んでいるだけで「軟文学を読んでいる」と殴られかけたと述べている[200]。
- ファシズムが台頭し「ぜいたくは敵だ」と言われ、殺すこと以上に死ぬことの大切さを説かれていた戦時中は、言論弾圧は言うまでもなく、ジャズを始めとしたアメリカ文化は軒並み取り締まられ、非国民とされた[201]。

翻訳家で児童文学研究家であり法政大学社会学部教授の金原瑞人は、夏目漱石、赤川次郎、ズッコケ三人組シリーズなど、「最近の若者はこんな小説ばかり読んで、ちゃんとした本を読まない」とされたものが、それらを読んで育った世代が親や教師になると、図書館に置かれるようになるとしている。
一方で、作品の価値は時代や消費する人間の価値観によって変化する。作者がくだらないと感じていた『シャーロック・ホームズ』に社会的人気が集まったこと、死後に高く評価されたヘタウマの元祖とされるゴッホ、輸出品の包み紙に使われるほど価値の低かった春画が、海外で高い評価を得て逆輸入されるなどの例が挙げられる。

### ポリティカル・コレクトネス
性的対象化・性的モノ化と合わせて語られるものの一つに、ポリティカル・コレクトネス(PC)が挙げられる。
ポリティカル・コレクトネス(PC)とは「政治的正しさ」「政治的妥当性」と訳される。特定の言葉や所作に差別的な意味や誤解が含まれないよう、政治的に（politically）適切な（correct）用語や政策を推奨する態度のことである。アメリカで前景化した概念で、1980年代以後に一般化し、世界各国に広まっている。
一方で、ポリティカル・コレクトネスの追求が、逆差別、度の過ぎた自主規制、表面的な「言葉狩り」のような事態を引き起こすこともある。とりわけ文学・映画・漫画などにおいては、古い作品に含まれている差別的な用語や表現が無闇に害のないものに置き換えられる場合があり、その際に作品が本来有していた内容や文脈が損なわれることが問題視されている。

### 海外の司法と警察の対応

#### 中国
性規制が厳しい中国では、国内産AVは存在せず、所持や鑑賞も禁止されている。ボーイズラブ(BL)や同性愛に関する表現も忌避されており、2018年には、約245万円の収益を得た女性BL作家が「暴力、虐待、侮辱、変態の極み」「非常に見苦しい」として、「わいせつ物伝播罪」で懲役10年6か月の判決が下った。他の罪（女児監禁で懲役1年半、強姦で懲役3～5年、妻殺害で懲役6～7年）と比べても重いものだった。
また、2016年時点で、中国政府は1年間に公開できる国外映画の本数を約60本に制限している。公開には「電影管理条例」「電影審査規定」で定める検閲事項をクリアしなければならない。2018年に中国で公開された日本映画は過去最多だったが、15作品のみとなっている。
中国では以下の作品が「犯罪の教科書になる」「暴力や賭博、テロ活動などを助長し、社会道徳や公序良俗のボトムラインを越える」などの理由で有害指定となっている。
- 海外映画：『スター・ウォーズ(1977年版)』『バック・トゥ・ザ・フューチャー(1985年版)』『ゴーストバスターズ』『ダ・ヴィンチ・コード』『デッドプール』『アバター』『ダークナイト』『ディパーテッド』『ノア 約束の船』『活きる』
- 漫画原作アニメ：『名探偵コナン』『ONE PIECE』『寄生獣』『デビルマンレディー』『スカルマン』『進撃の巨人』『DEATH NOTE』『東京喰種トーキョーグール』『暗殺教室』『黒執事 Book of Circus(第3期)』『学園黙示録 HIGHSCHOOL OF THE DEAD』『東京ESP』『CLAYMORE』『アフロサムライ』『デッドマン・ワンダーランド』『エルフェンリート』『エルフを狩るモノたち』『GIRLSブラボー』『桜通信』『ダンス イン ザ ヴァンパイアバンド』
- 小説原作アニメ：『Another』『ソードアート・オンライン』『ストライク・ザ・ブラッド』『新妹魔王の契約者』『ハイスクールD×D』『デート・ア・ライブ(第2期)』『百花繚乱 SAMURAI GIRLS』『だから僕は、Hができない。』『かのこん』
- ゲーム原作アニメ：『Devil May Cry』『School Days』『コープスパーティー』
- オリジナルアニメ：『残響のテロル』『BLOOD-C』『PSYCHO-PASS サイコパス』『Ergo Proxy』『Mnemosyne-ムネモシュネの娘たち-』『インフェルノコップ』

#### 韓国
1997年に韓国政府の女性家族部が主管となって、児童買春・児童ポルノの取締りなどを目的とした「児童・青少年の性保護に関する法律(通称：アチョン法)」が制定された。
制定当時の1997年前後には、当時横行していた高校生らの犯罪で「日本の漫画をまねた」と供述されたことで「犯罪の原因は漫画にある」とされ、出版物倫理委員会が1700種510万冊の有害コミックリストを発表し、押収捜索などを行った。あわせて（作品を制作していただけで性暴力行動はしていない）漫画家らの逮捕・起訴が相次いだことで、アニメ会社や漫画家などは萎縮し、過剰な自主規制を行った。また、陳列基準の順守（ゾーニング）に多大なコストがかかることとなり、取り扱いをやめる小売が相次ぎ、市場自体が崩壊した。大人隔週の漫画雑誌『ミスターブルー』『ビッグジャンプ』『トゥエンティーセブン』が発行を停止するなど、韓国の成人向けではない『大人の漫画読者』層と、これらを対象とする様々な特色を持つ漫画が一度に全滅し、文化的に壊滅的な被害を受けた。
2011年にアチョン法は法改正を行い、「青少年に見える創作キャラクター（非実在青少年）」の「性描写があるマンガ・アニメ（準児童ポルノ）」の頒布等と、単純所持を同時に禁止した。罰則は非常に重く、実在児童を強姦せずとも準児童ポルノに該当する漫画やアニメを製作・所持するだけで、懲役5年以上、10年間の就業制限、20年間の身元登録が必要となった。成人女性に対する強姦は3年以上の懲役だが、アチョン法違反は罰金が10倍、懲役が7倍となっている。法改正後2ヶ月で、「（成人向けではない一般的な作品を含む）日本の漫画やアニメを持ち込んだ」として、漫画翻訳者・学生・一般女性など数千人が検察行きとなり、1年で2200人あまりが逮捕され、社会問題となった。
社会問題となった理由として、「児童ポルノ」の定義があいまいで、何が「性表現」にあたるかわからないこと、所持だけでなく制作も罪となること、刑罰が実在人物に対する性的暴行より重いことなどが挙げられる。
しかし、アチョン法発効後も性犯罪は増加している。特に娘が被害者になる親族間の性的犯罪は年々増加しており、韓国大検察庁が発表した統計によれば、2014年が637件、2015年が688件、2016年が730件である。性犯罪全体の被害親告率が10 %未満といわれる中でも、親族による被害の親告率は特に低く、氷山の一角であると見られている。

#### 1990年代
1992年、カナダの最高裁は、ラディカル・フェミニストのキャサリン・マッキノンとアンドレア・ドウォーキンが起草した「反ポルノグラフィを掲げるモデル法」を採用した。わいせつ物規制を「モラル」を理由として行うことは表現の自由を侵害するため違憲だが、わいせつなポルノは平等権侵害となり、規制は合憲であるというもの（バトラー判決、バトラー裁判）。以降、制作過程で実在の人物が被害にあった性的表現も、完全なフィクションで被害者のいない表現も、等しく「違法ポルノ」とみなされることとなった。
この判決により、レズビアン雑誌のあるフェミニスト系書店の半分以上で「同性愛を扱う雑誌」「女性文学作品」など該当する本が没収された。しかし一般大衆向けの本が多い大型書店では同じ本を没収しなかった。また、性行為が一切ない「児童への性的虐待問題を扱う本」「学術的な調査報告書」も禁止され、学術機関の研究が大きく阻害された。
リベラル・フェミニストのナディーン・ストロッセンは、バトラー判決以降、アンドレア・ドウォーキン著『ポルノグラフィ―女を所有する男たち』(ISBN 4791751280)と『女性憎悪』も押収されたことを挙げ、女性差別と闘うラディカル・フェミニスト自身も「加害者」と認定されたと批判した。キャサリン・マッキノンとアンドレア・ドウォーキンは、バトラー法が原因ではなく、カナダの税関で以前から存在していた問題だと反論した。
この「反ポルノグラフィを掲げるモデル法」は、ドイツ、フィリピン、スウェーデン、イギリス、ニュージーランドでも導入された。

#### 2000年代
1999年～2000年代前半、イギリス警察による児童ポルノ一斉捜査「オペレーション・オー(Operation Ore)」実施。イギリス国内で7250名の容疑者を特定、4283件の家宅捜索が実施、逮捕3744名、起訴1848名、有罪1451名、戒告493名、捜査継続879名、子供 140名保護処置、35名以上の自殺者を出した。アメリカから提供されたクレジットカードによる児童ポルノサイトの利用記録などから容疑者を特定したが、盗難情報が含まれアクセス記録すら確証の無いまま検挙がなされたため多くの冤罪被害を生んだ。なお、一斉捜査は容疑者情報こそ国家間で共有されつつあるものの、国ごとに法律も捜査方法も異なるため一概に比較できるものではない。
2000年、カナダの同性愛者向けの書店であるリトルシスターズ・ブック・アンド・アート・エンポリアム(Little Sister's Book and Art Emporium)は、アメリカからの輸入書籍を税関で差し止められたことで、表現の自由を侵害していると国を訴えた(Little Sisters Book and Art Emporium v Canada)。判決ではカナダ税関の輸入を差し止める権利を認めたが、書籍を先制的・懲罰的に拘束する権利を縮小した。
2002年、アメリカ最高裁で、漫画・イラスト等の「絵」を規制対象にした法文が違憲とされた。判決以後、バーチャルなポルノに関して、それを制作した者、所有する者が無罪となった（アシュクロフト対表現の自由連合裁判）。
2011年、オランダ最高裁は、「児童ポルノ」の定義は、実在しない児童の写実的でない画像に対してもあてはまるわけではないとして、仮想児童ポルノ画像の所持について、被告に無罪を言い渡した。
2012年、スウェーデン最高裁で「漫画は児童ポルノにあたらない」という判決が下された。児童ポルノの摘発に力を入れるスウェーデン警察は、「性的虐待にさらされる恐れのある子どもたちを、空想のイラストと同レベルに扱うべきではない」と批判した。既に警察は虐待の加害者の取り締まりで手一杯で、「イラストまで捜査対象に加えれば、被害に遭っている子どもたちを助けるための時間が削られてしまう」との見解を示した（スウェーデン漫画判決）。
2013年、ドイツ連邦最高(通常)裁判所は、Eメールを介して繰り返し児童及び青少年のポルノデータを他のインターネットユーザと交換し、有罪とされていた裁判で、処罰可能な所持や児童ポルノの入手所持を「現実の」もしくは「リアルな」出来事を描写するようなコンテンツに限定しているため、明らかに見せかけとわかる作品の収集は除外されるという判決を下した。
2014年、インターポール(ICPO)は『重大な犯罪には深刻な定義を』という趣旨で、「児童ポルノ (child pornography)」は不適切であり「児童性虐待記録物 (child sexual abuse material: CSAM) 」として表現すべきという表明を行い、NPO法人うぐいすリボンが邦訳を公開した。また2016年6月、『児童を性的搾取と性的虐待から保護するための用語ガイドライン（原文：Terminology guidelines for the protection of children from sexual exploitation and sexual abuse）』、通称「ルクセンブルク・ガイドライン」に賛同を表明した。
CSEMとは「必ずしも明示的に児童の性虐待を描写するものではなくても、児童を性対象化し児童を搾取するあらゆる記録物」を意味し、「児童ポルノ」に関する既存の国際協定等での定義には、この性的搾取に類する性的行為が網羅されておらず、CSEMはこれらに該当するとした。日本国外の司法当局では、現行法の適用外にある児童性搾取記録物をCSEMと表現するようになっており、着エロ(child erotica)も含まれている。これらはIT翻訳・通訳者のT.Katsumiがブログで翻訳を公開している。
関連して国内では2014年、衆議院・参議院の全国会議員721名に対し、「児童ポルノ」ではなく「児童性虐待記録物」と呼ぶよう求めた署名活動が行われ、漫画家やリベラル・フェミニストらを中心に13,200人の賛同者を得て提出された。山田太郎は、「児童ポルノは解釈が生まれる余地があるが、性的な虐待の記録であれば解釈の余地は生まれにくい」「制作過程で被害者のいない創作物に対する規制はされなくなる」と、賛同の見解を示した。

### 民間の規制状況とオタク差別

#### アメリカ
暴力や性表現に対する規制が厳しいことで知られる。以下、事例を列挙する。
- アメリカ初の少女漫画と言われる[241]『Rock and Roll Love』(ISBN 1500492906)著者のミサコ・ロックス（英語版）は、「デフォルメされた2頭身キャラクターや、壁ドンなどの胸キュンが通じない」「ノースリーブ、膝上スカート、ホットパンツは禁止」「ケンカで相手の胸ぐらをつかむシーンがNG」などの経験を述べ、根本にキリスト教などがベースとなった保守的な考え方があると述べた[242]。
- 矢沢あい著『NANA』は基本は16歳以上向けとなっている。収録されている内容に応じて巻ごとに対象年齢が異なり、マリファナを吸うシーンが出てくる巻は18歳以上向けとなっている[243]。
- 『ドラゴンボール』『デスノート』『ソードアート・オンライン』も学校図書館では問題作扱いとなっている[244]。
- アメリカでアニメ『ポケモン』が放送される際、ヒロインであるカスミのへそ出しファッションがセクシーで過激と見なされたため、急遽トゲピーを登場させ、抱きかかえることで腹部を隠す対策が取られたという説がある[245][246][247]。
- 岸本斉史著『NARUTO』のアニメは血が飛び散るといった暴力シーンがあるためゴールデンタイムには放送できず、放送時間は午後10時半となっている[243]。
- 尾田栄一郎著『ONE PIECE』はゴールデンタイムに放送するため、アニメに登場する拳銃をおもちゃのハンマーに、たばこをキャンディーに編集した[243]。その他、「血」が重要な鍵となったバトルでも「汗」に替えられ、銃を水鉄砲に変更した。それだけでなく、暴力とは無縁の主人公のが大きな口をあけて笑うカットは口を閉じる修正がされ、おにぎりをクッキーに変更するなどの改変も行われた。「日本の文化を消し去り、アメリカの文化をねじ込んでいる」「アメリカは全てのものを検閲する気だ」と異議を唱える現地の人間も存在する[248][249]。

日本ではどの世代でも自分の趣味や嗜好、年齢に見合った漫画があるが、アメリカでは漫画を読む世代は主に9歳～18歳のローティーンから大学生くらいまでで、ある程度の年齢になると漫画を卒業する。
オタクは「ナード(Nerd)」「ギーク(geek)」と呼ばれ、2019年発表のテキサス大学オースティン校とイリノイ大学が高校生に行ったアンケート調査では、スクールカーストで下から2番目となった。「魅力的でなく、異端で、社会的に扱いにくい」と評されており、しばしば上位の「ジョック(jock)」「クイーンビー(Queen Bee)」らからいじめの対象となっている。アメリカでは体育会系が線の細い子供をいじめる古典的ないじめのパターンが存在し、人種差別の歴史もあり、日本よりもオタク差別は強いと見られる。

### 国内のバッシングと規制の経緯

#### 昭和（1926年12月25日～）
1951年、新聞『サンデー娯楽の記事』裁判で、第二次世界大戦後初となるわいせつ文書販売罪の成立が認められ有罪となった（サンデー娯楽事件）。
1954年、アメリカの精神科医フレデリック・ワーサムが、『無垢への誘惑（原題：Seduction of the Innocent）』にてコミック表現は子供に対し有害であると主張した。暴力・流血・性的シーンが少年非行を助長するという主張に世論が同調し、社会的なバッシングとなった。政府が開いた公聴会で、出版社は政治介入や法規制を危惧し、同年、自主規制団体のコミックス倫理規定委員会が発足した。過去の倫理規定は「性的に淫らなコミック」の出版を禁じていたが、遥かに厳密な規定（コミックス・コード）を加えた。これによりコミックブックの黄金時代は一気に終焉を迎え、900人近い原作者や作画家たちが追放された。自主規制は暴走しやすく、公権力や法の規制がなくとも検閲は行われる例として有名である。
1955年、アメリカのコミックスコードと漫画バッシングの影響で、日本で悪書追放運動が社会問題となった。漫画は低俗で、子供の健全な教育、成長に極めて有害なので、「読まない 見せない 売らない(3ない)」をスローガンに、日本全国で漫画出版社や書店、貸本屋、漫画家らへの抗議が行われた。手塚治虫『鉄腕アトム』、水木しげる『ゲゲゲの鬼太郎』など多くの漫画が激しいバッシングを受け、日本子どもを守る会、母の会連合会、PTAを中心に、漫画を校庭に集めて焚書にするといった魔女狩りが横行した。「図書選定制度」「青少年保護育成法案」といった動きの反面、出版界、編集者も批判に抵抗。のちの自主規制への道筋がつけられた。また、貸本漫画の残酷描写に批判も起き、貸本じたいの衛生面も非難の的になった。
1957年、D・H・ローレンス『チャタレイ夫人の恋人』裁判で、刑法第175条わいせつ物頒布罪で有罪が確定し、伏字で出版、罰金となった（チャタレー事件）。
1969年、マルキ・ド・サド『悪徳の栄え』がわいせつ物頒布罪で有罪確定し罰金となった（悪徳の栄え事件）。
1983年、『漫画ブリッコ』にて中森明夫が連載したコラム「『おたく』の研究」では、「コミケット（略してコミケ）って知ってる？（中略）彼らの異様さね。（中略）どこのクラスにもいるでしょ、運動が全くだめで、休み時間なんかも教室の中に閉じ込もって、日陰でウジウジと将棋なんかに打ち興じてたりする奴らが。（中略）普段はクラスの片隅でさぁ、目立たなく暗い目をして、友達の一人もいない、そんな奴らが、どこからわいてきたんだろうって首をひねるぐらいにゾロゾロゾロゾロ一万人！それも普段メチャ暗いぶんだけ、ここぞとばかりに大ハシャギ。（中略）もー頭が破裂しそうだったよ。それがだいたいが十代の中高生を中心とする少年少女たちなんだよね」などの記載に批判が殺到し、連載は3回で打ち切られたが、大きな影響を与えた。
1988年、宮﨑勤による東京・埼玉連続幼女誘拐殺人事件で、マスメディアは「孤独に潜む異常さ」「友はアニメ・ビデオ」「宮崎のクローンのような若者」などの見出しと、ジブリなどのアニメを扱った『アニメージュ』を「危険な雑誌」とするなどの報道を行い、「オタク=性犯罪者予備軍、ロリコン」というイメージが作られ、社会的なバッシングに発展した。この根拠となった「宮崎勤の部屋はいかがわしく暴力的なアニメ・ビデオ・漫画で溢れていた」という言説は、宮崎勤の部屋を撮影する際、カメラマンが他の雑誌の下にあった成人向け漫画を上に置く「画作り」をした結果である。2005年11月12日には『読売ウイークリー』の編集部ブログに、宮﨑勤の部屋に事件後初めて入ったとする記者が捏造を告白し、炎上して削除される出来事があった。2017年10月8日には再現ドラマ『衝撃スクープSP 30年目の真実 ～東京・埼玉連続幼女誘拐殺人犯・宮崎勤の肉声～』が放送され、「宮崎勤の部屋は普通のテレビ番組を録画したものがほとんどで、スプラッター・暴力表現があるものやロリコンアニメなどはわずか数十本だった」「宮崎勤も普通の人間だった」などの内容にネットで注目が集まった。なお、「コミケには10万人の宮﨑勤がいます」とテレビでリポートされた事実は、2017年時点では証明されていない。

#### 平成（1989年1月8日～）
1995年、地下鉄サリン事件を起こしたオウム真理教がおたく世代であり、漫画、アニメなどから犯罪の着想を得ていたとの指摘により、1989年の宮崎勤の連続幼女誘拐殺人事件以降くすぶっていた「有害マンガ犯罪誘発論」が頻発し、有害コミック騒動となった。
1996年、第1回「児童の性的搾取に反対する世界会議」が開かれ、日本の児童買春ツアーと児童ポルノ製作への対応の遅れに非難が集中した。日本側参加者から資料として写真誌『アリスクラブ』が提出され、掲載された漫画が議論の対象となった。
1997年、神戸連続児童殺傷事件（酒鬼薔薇聖斗事件）の犯行動機を漫画の影響とする報道が相次ぎ、少年事件における漫画・アニメの影響を論じる空気が醸成された。
1999年、「児童買春・児童ポルノ禁止法」施行。1999年の紀伊國屋書店における漫画撤去問題が発生し、成人向け漫画だけでなく、『本上まなみ写真集』などのグラビア、『バガボンド』『ベルセルク』『あずみ』などのヌードや性描写を含んだ一般向けの漫画が一斉撤去された。
2004年、コンビニで成人誌取り扱いガイドラインを実施。図書は「不健全指定図書類」「表示図書類」「類似図書類」に分類されるが、コンビニの成人向け雑誌は「類似図書類」にあたる。18歳以上の者への販売は禁止されていないが、出版社の自主規制により「一般向けなのだけど売る側が成人向けと推奨をしている本」となっている。わいせつ物や18禁ではなく、漫画やグラビア、青年誌、女性誌なども含めた基準が適用される。ガイドラインでは「成人誌」のシール止めをされていない雑誌は販売しない、「成人誌」を陳列する際は、上下段の区分（仕切り）什器を導入し、前面に18歳未満の方への販売・閲覧禁止の表示板を取り付ける、「成人誌」をサンプルディスプレイに使用しない、18歳未満者への販売・閲覧防止に努め、年齢確認の徹底を図る、などが定められた。
2005年、日本で初めて成人向け漫画がわいせつ表現にあたるか争われた裁判で、有罪判決となった（松文館裁判）。
2006年、警察庁「バーチャル社会のもたらす弊害から子どもを守る研究会」が12月の報告書で「同人誌等の即売会についても、イベントの主催者に対し、子どもを性行為等の対象とするコミック等を18歳未満の者に売らないための対策の強化を求めていくべきである」と指摘した。これを受けて2007年、「同人誌と表現を考えるシンポジウム」開催。印刷所の修正指示やコミケの年齢確認販売など自主規制が機能しており、大きな問題が起きていない実態を広く知らせる目的だった。参加者は900人を超えた。半分がサークル参加者、2～3割が一般参加者だった。
2010年、石原慎太郎元都知事時代に、「東京都青少年の健全な育成に関する条例」改正案の「非実在青少年」問題が起こった。漫画やアニメなどの登場人物のうち、服装、所持品、学年、背景、音声などから「18歳未満として表現されていると認識されるもの」を「非実在青少年」という新語で定義した。性行為、近親相姦などアンモラルな表現物への、罰則付きの規制が論争となった。活字を除き、漫画・アニメ・ゲーム・挿絵・表紙・動画・CDドラマ・ラジオドラマ・歌・音声付き映像作品全般が対象となった。草案担当者のひとりは弁護士でエクトパット東京顧問の後藤啓二。藤本由香里がtwtterで発言し、問題が周知された。日本誕生学協会代表理事の大葉ナナコは「酷い漫画の愛好者達はある障害を持っているという認識を主流化していくことは出来ないものか」と発言するなど、オタクバッシングも行われた。
2014年、「児童買春・児童ポルノ禁止法」改正案が論争となった。児童のわいせつな写真、画像、動画などの単純所持を禁止するなどの案で、実在児童だけでなく架空のキャラクターの表現物（漫画、アニメ、イラスト、動画など）を含めるか否かが焦点となった。
2015年、国連女子差別撤廃委員会が開催され、国連特別報告者マオド・ド・ブーア＝ブキッキオは記者会見で「日本の女学生の30%が援助交際をしている」とし、子供の性的虐待を食い止めるため「日本は国が過激な児童ポルノを含む漫画を禁止すべきだ」と提案し、大きな話題となった。山田太郎元参議院議員らは「女子高生の3人に1人はあり得ない」とし、外務省や警察に事実確認や抗議を求め、「13 %を30 %と間違えた」と訂正されたのち、数字に根拠がなかったと謝罪する結果となった。

### 規制賛成

#### 学者・フェミニスト
中里見博：大阪電気通信大学教授、ポルノ・買春問題研究会(APP研)副理事長
- ボルノグラフィが正当な商品として流通していることは、女性にとって心理的な圧迫や暴力を与える[11]。
- ポルノグラフィによる被害は「制作被害」「消費被害」「社会的被害」の3点にある。制作被害は、AV制作現場で出演女優に生じる被害など直接的なもの。消費被害は、ポルノを繰り返し使用した男性により、女性が性犯罪・性暴力を受けるなど間接的なもの。社会的被害は、ポルノに描かれた特定の集団の地位が下がり差別の対象になることと定義する[11]。
- 特に実在の人物を使う必要のない漫画・アニメなどの創作物は、生身の人間に決してできないような虐待・拷問・凌辱が可能であり、消費被害を生むため、法規制が必要である[11]。
- わいせつ物頒布罪という道徳に基づいた規制と、未成年者への販売ルート規制の路線は同意しない。法規制は他者の権利を侵害して作られたポルノグラフィと、現実に権利侵害を生んだボルノグラフィに限定し、被害者の権利を回復するための責任追及をするためのもの[11]。
- キャサリン・マッキノンはゾーニングを「ポルノグラフィを許容すること＝生きた人間の搾取を認めること」としており、中里見博もゾーニングに否定的[11]。
- 論文にポルノグラフィが詳細に描写されたり、医学書で生殖器が露出していても摘発されないのと同じで、性的な描写1コマをもってわいせつ・有害をとりしまるなど、物語の文脈を無視した取り締まりには反対[11]。

#### 団体・政治家
ECPAT(エクパット)：子どもに対する商業的な性的搾取の根絶を標榜する国際組織(NGO)。日本支部はエクパット東京。
実写・創作キャラクター問わず、すべてのドキュメンテーションを対象に、児童の性的要素を魅力的に表現するものは、単純所持を禁止すべきであるとしている。理由は以下。
- 子どもの性的搾取についての社会的許容を推奨している。
- 子どもとの性的行為を正常であるかのように思わせている。
- 画像が急速かつ広範囲に流布されるのに寄与している。
- 子どもの性的虐待描写物への需要を増大させている。
- ヴァーチャルな子ども虐待画像は子どもを手なずけたり、誘惑する際に用いられている。

NPO法人ポルノ被害と性暴力を考える会(PSPS)：ポルノ・買春問題研究会(APP研)の外郭団体
※ポルノ被害と性暴力を考える会(PAPS)の理事で相談員である金尻和也(金尻カズナ)は、2019年2月時点において、twitter名：のらうさぎ @disca として活動している。
- 『ヱヴァンゲリヲン新劇場版：破』の最後のシーンでは、シンジはポロシャツを着用しているが、レイは戦闘服を着ているはずなのになぜか裸体である。このように子どもの頃から、女で幼い性は露出すればするほど性的商品として価値が高いという刷り込みがなされる[282]。
- ボーイズラブにも強姦賛美漫画が存在する。陳列区分などのゾーニングを強化しなければならない。個人に直接的な被害がなければ何をしてもかまわないというリベラリズムが、強姦賛美漫画のゾーニングすらも否定している。子ども・女性・女性化された男性（受役、ネコ役）などに対する強姦を、不当に誇張し賛美することはファシストと共通する。これらを大目に見ることこそファシズムへ繋がる[283]。
- 日本で平然と売られている強姦賛美漫画・ゲームは国際的に異様である。創作して自分だけで楽しむ分には何の罪にもならないが、公に公開し流布するのは、職場での発言と同じくパブリックな行為に転化するため、問題である。強姦賛美漫画や児童ポルノ漫画が漫画文化を殺すのである。

石原慎太郎：元東京都知事、政治家、小説家
- 小学校の先生と子供が同棲して生活する、親子の近親相姦、きょうだいの近親相姦といった、歪んだ性愛や児童ポルノが野放しなのは日本だけであり、そのような作品を描いて金を儲けている人間は卑しい[284]。
- 子供だけでなく、テレビなどにも同性愛者が平気で出ており[注釈 32]、日本は野放図になり過ぎている。同性愛者は何かが足りない感じがするが、遺伝などのせいと思われる。マイノリティーで気の毒な存在であり、それをことさら売り物にし、ショーアップしてテレビで扱うのは、外国では例がない[285][286][287][288][289]。
- 表現規制は、子どもの性的な価値観がゆがめられないようにしたいという、親の当たり前の願いを反映したものである。子どもの健全な成長を妨げることを許してはいけない[290]。

#### その他の著名人・団体
行動する女たちの会（旧名「国際婦人年をきっかけとして行動する女たちの会」。性の商品化は批判するが、法規制は反対）／評論家・元東京都議会議員三井マリ子／元和光大学教授船橋邦子／

### 規制反対

#### 学者・フェミニスト
上野千鶴子：フェミニスト、東京大学名誉教授、NPO法人ウィメンズアクションネットワーク(WAN)理事長
- 想像力は取り締まれず、規制はムリだしムダである[11][22]。精神分析論では表象（ここでは表現や作品）は夢にあたり、夢は抑圧からの逃避、代償、現実に対する補償などの機能を果たす。現実と表象は対象関係ではなくねじれの関係であるからこそ、逸脱が許容される[11]。
- 日本はハイ・コンテクストで、表象において一定のお約束事の集約が多い。たとえば、春画の性器はあり得ないほど巨大で、ヨーロッパ人は『日本人はこんなに性器が大きいのか』と誤解したが、日本人は誤解をしない。これはコンテクストを共有しない消費者に問題があり、生産者は誤読の責任を取らなくてもよい。文化消費に唯一の正解はなく、誤読によって新しい価値の発見もありえる[11]。
- ポルノグラフィの消費者がみんな犯罪者なら大変な数の犯罪者がいるはずだが、実際にはそうなっていない[11][22]。
- 研究や表現にあたってはタブーや制限があってはならない。実際のAVなどで、本人の合意によらない強姦や暴力は人権侵害である。子どもの教育に悪いからと、公権力による規制を求めるひとびともいるが、親の選択と姿勢の問題を、メディアや表現の規制に置き換えるのは本末転倒である[11]。
- 消費する側には、不快な表現について、見ない自由、見ないですむ自由が当然あってよく、警告によるゾーニングやスクリーニングでの「選択の自由」を提案する[11]。
- 嫌ならば見なければよく、思想・信条・言論の自由とは、自分が嫌いなものを他人が選ぶ権利を容認することである[11]。

志田陽子：憲法学者、武蔵野美術大学教授
- 猥褻表現を規制する事は女子差別の克服に殆ど効果はなく、むしろ規制による弊害の方が大きい[291]。

白田秀彰：法政大学社会学部准教授
- 日本は世界に冠たるエロ大国だが、実際に性行為をする割合は非常に低い[292]。
- 猥褻という概念は、社会の上層部が自分たちが上品であることを証明したいがためにつくられたものである。キリスト教のごく特殊な教義と上層階級の財産継承を維持するための規範を、正当化するためにシステムがつくりあげられ、法律になっているだけである[293][292]。

宮台真司：社会学者、首都大学東京教授
- 暴力・性表現が暴力・性行為を誘発するかは、家族や仲間の反応に影響される。子供が単独でゲームやビデオに接触したり、接触した後に誰ともそれについて話し合わないような環境が続くことが問題である。表現に接触可能な人・時間・場所の制限といったゾーニングが望ましい[294]。
- 実在する未成年者が映画やビデオやゲームなどに出演し性行為や性体験をするのは、成人が行う場合に比べて、禍根を残すような間違いとなる可能性が高く、規制は合理性がある。しかし架空のキャラクターの性行為や性体験の描写には、尊厳を侵害され、自己決定権を脅かされる当事者は存在しない。表現に衝撃を受けたり不快を感じる可能性は、受け取り方の個人差が大きい。表現規制ではなく、前述のゾーニング規制によって対処すべきである[294]。
- 表現を通じてでしか描けない、大人や社会についての批判的描写があり得る。そうした描写が村上春樹の最新小説に許されて、漫画作品に許されないのは不合理である。性表現の規制は、社会的意思表示機能を果たすだけでなく、社会の文化的な豊かさを支える表現を不公正に萎縮させる機能をも果たす[294]。
- 暴力的なメディアや創作物に短期的影響があることは間違いないが、長期的影響は認められない。暴力的なメディアを見ると暴力的になる、性的なメディアを見ると性的になる、といった考えは「強力効果論」と言われ[注釈 33]、1930年～1940年代にアメリカのクラッパーが数十回の調査研究を行った結果、「強力効果論」は実証されなかった。クラッパーが代わりに証明したのが、メディアに接触した当初は模倣行動が起こるものの[注釈 34]、一時的であるという考えの「限定効果論」である[295][296]。
- メディアの側はなにかわけのわからないことが起きたらとりあえず「誰かのせいだ！」というふうに吹きあがることによって「カタルシス＝感情的な浄化を獲得する」という「帰属処理」を行ってきた。 自分と関係のない者に帰属して胸をなでおろすというエゴイズムが背景にある[296]。
- 「強力効果論」「限定効果論」はともにマスメディアの報道姿勢問題・影響を指し、創作物は無関係であり、同一視できないとの指摘もある[297][298]。

#### 団体・政治家
チャールズ・ブラウンスタイン：アメリカのコミック弁護基金(CBLDF)事務局長
- 2015年12月、国連女子差別撤廃委員会のマオド・ド・ブーア＝ブキッキオへの反対意見として、「なぜ過激なマンガを禁止することは児童保護へとつながらないのか（原文：Why Banning Extreme Manga Fails To Protect Children）」を公式ブログに掲載し[299]、NPO法人うぐいすリボンが邦訳を掲載した[300]。
- 欧米の道徳規範はグローバルなものではない。
- 西洋人には、小さくかわいらしいアートの表現手法や、「カワイイ」もの、可愛らしさを強調する日本文化の結果として、多くの漫画が若年のキャラクターを描写しているかのようにみえる。
- コミックを告訴しても実際の児童性犯罪の被害者を保護しているわけではない。
- 罪を犯す物語の表現やその消費は、実際に犯罪行為を行う衝動と同じではない。
- 実際の犯罪行為の証拠写真と、描かれたイメージを同等に扱うのは間違い。
- コミックマーケットには中年から年配の女性のポルノ作家が多数おり、ストーリーが犯罪行為や虐待を行う誘発要因でないことは明らかで、著者や読者の想像上の人生を反映させ、ファンタジーやロールプレイングの一形態として表現されている。
- マスメディアは「描かれたファンタジー創造物」というテーマ周辺に関心を導いてしまい、実際の児童の搾取の過酷さや、それに対抗する日本の法律の構造的欠陥という問題から注意をそらす結果になっている[300]。

#### 有名人・著名人
川奈まり子：作家、コラムニスト、元AV女優
- 創作物を模倣した犯罪が起きて創作者に責任を問うのは、痴漢の原因を女性のスカート丈や薄着に求めるのと似ている[301]。
- 犯人が100%責任を負うべき。表現者に50 %の咎ありとすれば、犯人は50 %しか罪がないことになる[302]。

北野武：お笑い芸人、映画監督
- 「外国から暴力映画で社会に対する影響は？悪影響があると考えませんか？」と聞かれるが、暴力映画以外の大半が、感動させる映画、泣く映画、愛情、友情など圧倒的に数が多いのに、ベトナム戦争以来、アフガン戦争、イラク戦争と全然平和にならない。よって自分の映画も問題ない[注釈 35][303][304]。

板倉俊之：お笑い芸人インパルス
- 銃による犯罪についてサバイバルゲームの影響などと論じたコメンテーターは、あまりに暴論。包丁による事件が起きたとき、料理の影響と捉えるのか？[305]

フランク・ザッパ：1960年代から活動したアメリカのギタリスト
- 表現規制を求めたティッパー・ゴア[注釈 36]に関するインタビューで、「こう自問してみるがいい。1960年代にこぞって平和ソングが歌われたとき、それで何か起こったか？」「私はデンタルフロスについての歌をかいたが、誰かの歯がきれいになっただろうか？」と発言した[306][307]。

#### その他の著名人・団体
大塚英士／精神科医斎藤環／漫画評論家伊藤剛／

## 2000年代の性的対象化

### 性的対象化の使われ方の変化
江口聡は、性的モノ化・性的対象化は、キャサリン・マッキノンとアンドレア・ドウォーキンが問題視した時点（1980年代～1990年代）では、女性をその性的機能やセクシュアリティによってのみ評価し、男性の空想や理想を現実の女性に押しつけることを意味していたが、2006年では女性を身体的・性的に魅力的とみなし、それを称賛することにまで拡張されてしまっているとする。
フェミニストで武蔵大学社会学部教授の千田有紀は、2018年にTwitterで以下のように述べた。
- いまのジェンダー論で女性を「弱者」とはおかない。ポスト構造主義を経由して、女性も男性もそのコンテキストによって、弱者になったりならなかったりする。弱者の権力もある。 そもそも女性としての利益、アイデンティティ、解法の目的などを置かないところ、置けないことは確認事項である[308]。（2018年10月8日）
- 性的搾取や女性差別などの言葉はあまり使わない。ジェンダーと言う概念からすると、女性、男性が総体として差別されるなどの思考法をさけるためである。労働の搾取なら理解可能だが、性的搾取は概念としてふわっとしすぎな感じがする。ときにセクシュアリティに着目して性的な鑑賞物とすることまで、広く含めて使う人がいるので、ここまで拡大されると、概念として拡散してしまう気がする[309]。（2018年10月12日）

### 性的消費・性的搾取
インターネットやSNSが普及し、2008年にTwitterが日本でサービスを開始したことで、フェミニストや社会学者らの主張・批判はネットでも行われるようになり、時には炎上に繋がった事例も多数起きている。それらでは性的対象化（性的モノ化）に関連して「性的消費」「性的搾取」という言葉も頻繁に使われる。
インターポール(ICPO)が2014年に表明した「適切な用語(Appropriate terminology)」や、通称「ルクセンブルク・ガイドライン」などでも「性的搾取」は使われるが、ネットの場合は「男受けを狙ったメイク・服装」「女性や女性キャラクターを客寄せやアイキャッチに使う行為」「女の子は男の子に力で勝てない（女の子は守るもの）という考え」などにも「女性の性を不当に消費・搾取する女性差別である」と批判的に使われるなど、広い意味を持っていると推測される。

### 研究

#### アメリカ心理学会の報告
2007年、アメリカ心理学会(APA)は性の対象化について警鐘を鳴らす報告をした。自身を客体化したり性の対象化した結果は主に大学生ごろの女性に見られ、被転導性、摂食障害、コンドームの使用を減らすなどさまざまで、数学や科学の道でキャリアを積む女性はほとんどいないとした。
「女性は男性よりも性的な様子で描写され、客体化され、これらが少女たちがまねたり学んだりする女性らしさのモデルである」とし、例として、クリスティーナ・アギレラが胸のボタンを外した女子高生の姿でキャンディーをなめているような広告、ミニスカートや網タイツなどセクシーな衣装を身にまとったブラッツ人形、7歳～10歳の子ども用に作られたTバックのような下着、少女向けに作られたランジェリーのファッションショーを映し出すテレビ番組などを挙げた。
そして両親や教師たちも少女に影響を与えるとした。

#### ノックス大学の研究
2012年、ノックス大学の心理学者による、アメリカ中西部の小学生60人を対象とした研究（フェミニズム系学術誌『Sex Roles』掲載）では、6歳の少女たちの多くが自分を性的な対象だと考え始めているとわかった。
メディアと親の影響が指摘され、母親のテレビに対する教えは性の対象化から少女を守る重要な要素であり、メディアを多く見ていても教育として利用することは可能だとした。信心深い母親は自身の体を尊重し謙虚にふるまうことで、テレビや映画で描写されるイメージを和らげ、少女たちの性の対象化から守る。しかし極端に信心深い両親によってメディアから過度に守られた少女は、「禁断の果実」効果で禁じられていることを理想化しだす。
メディアの消費を減らすことは少女たちの性の対象化に対する特効薬とは言えず、母親が少女たちが自身を性の対象とするかどうかのキーパーソンであり、ものごとの価値を教えることが重要だとした。
他の研究では、人気者になりたいという欲求は男女問わないが、セクシーさが人気なのは少女たちの間でだけで、少年たちの間にはないことがわかっており、「人気者になるためにはセクシーにならねばならない」というプレッシャーは女性だけのものとした。

### ソーシャル・ジャスティス・ウォーリア(SJW)
ゲーマーゲート集団嫌がらせ事件において、女性嫌悪的なゲーマーゲーターはフェミニストなどの表現規制論者を「ソーシャル・ジャスティス・ウォーリア／social justice warrior／SJW」と呼んだ。SJWは「社会正義のために戦う人」という意味である。
SJWの代表格として、フェミニスト・フリークエンシー(Feminist Frequency／略称：FemFreq)が挙げられる。カナダのラディカル・フェミニストで評論家でもあるブロガーのアニータ・サーキージアン(Anita Sarkeesian)が代表を務めるフェミニズム団体であり、2014年のゲーム・デベロッパーズ・カンファレンス(GDC)で「ビデオゲームにおける女性の扱われ方」というプレゼンを行い、女性として初めて、ゲームをよりよいものにするために貢献した人物に贈られるアンバサダー賞を受賞した。
クラウドファンディングの資金援助を受けて、2014年6月からYouTubeにて「ゲームに登場する女性キャラクターはいかにして性の対象として描かれているか？」が主題の『ビデオゲームにおけるトロペ対女性（原題：Tropes vs. Women in Video Games）』シリーズを公開している。任天堂をはじめとした国内外のゲームに対し、以下のような主張を行っている。
- 「薄着や露出の多いセクシーな女性キャラクター」「胸やヒップを強調したアングル」など性の対象として表現されたものは、男性プレイヤーの興味をそそるために創作されており、「女性は男性の欲望を満たすための装飾的存在だ」というメッセージを売りつけている。
- 特に操作できないモブキャラクター(NPC／Non-Playable Character)の売春婦、ストリッパー、ポールダンサーなどは、ほとんどの場合ストーリーと無関係だが、男性へのサービスとして使われる。貧困街で働いたり、片言を話す女性NPCが登場するシーンは買春ツアーを想起させ、女性や女性キャラクターを「性の商品化」しており[注釈 37]、白人や西洋人が別の人種の女性を性の対象として消費してきた、伝統的な人種差別表現の典型である。
- 「見学者」であるテレビなどのメディアと違い、ゲームはキャラクターをプレイすることでユーザーを「参加者」に変えてしまうため、「女性の役割は男性の欲望を満たすことである」という強いメッセージをプレイヤーに投げかけ、現実社会における女性の立場に少なからず影響がある。
- 男娼キャラクターなどを登場させ、性の対象化の描写が平等になっても、社会では男性の性的能力[注釈 38]は他人を喜ばすものとして考えられておらず、社会的ポジションを男性が独占する文化（家父長制・パターナリズム）である以上、女性キャラクターを性の対象として描くことの根本的解決にならない。
- 男としてプレイし、女性を射殺するようなゲームを想像するだけで、身の毛がよだつ。

ゲームに限らずアニメ、漫画、イラストなどでも同様の批判が起きることから、以下のような反論が行われている。
- 自主規制を強要して行われる検閲だ
- オリジナルを尊重していない
- 科学的根拠がない極論であり、欧米や一部の価値観を世界や日本に押し付けている（イデオロギー化している）
- アダルト業界従事者や、女性の性的要素・魅力を楽しむ女性ユーザーや女性クリエイターを差別している
- エンターテイメントであるゲームに、性差別という政治的な問題を持ち込むべきではない
- 多様性を認めず、ひとつの基準・ルールを強制している
- フィクションを楽しむことと実害行為を混同している
- 人手や予算などのリソースは限られており、表現ではなく現実に起きている事件の取り締まりに全力を注ぐべきだ

2016年、アメリカのオンラインゲーム『World of war craft』開発責任者のマーク・カーン(Mark Kern)は、インタビューで反論と日本へのメッセージを述べた。
- 冗談や尻を叩くジェスチャーが問題になるなら、より物議をかもす事柄や、ゲームを通して探求するべきテーマなども検閲の対象になる。
- SJWは「自分たちは何も強制してはいない」「ゲーム制作者たちが自発的に決定したことだ」と言うが、実際はそうするよう圧力をかけている。昨今では、偶然に少しでも胸の谷間を見せすぎてしまったら、SJWから「女性差別主義的である」と雇用主に電話がかかり、制作者が男尊女卑的な思想の持ち主だと責め立て、表現を取り下げさせようとしてくるため、まるで禁酒法のようである。
- ネットメディアサイトにいる自称「専門家」が、本人たちが買ってもいない、一度もプレイしたこともないゲームに対して、女性差別であると間違いだらけの臆説を述べ、あたかも日本製ゲームが売れないかのように発言している。
- 日本製ゲームは売れ続けており、アメリカではネット上の攻撃がセールスに悪い影響を与えたことはなく、ネット上でさんざん中傷された『グランド・セフト・オートシリーズ(GTA)』は大ヒットした。
- 日本製ゲームが欧米市場で撤退に追い込まれたり、海外でゲーム内の表現変更を求められたりしているが、海外において一般の人々は、積極的に日本のゲームを糾弾する側に賛同などしておらず、ゲームに関する表現規制など大した問題ではない、と見逃しているだけである。
- 「メディアと結託した少数の攻撃的な規制推進派（SJW）」「規制推進派に明確に反対する少数のゲーマーたち（GamerGate）」「大多数の、問題に大して関心がないか、見て見ぬ振りをしている人々」がおり、実態とは違う情報・主義・主張が、海外であたかも広く受け入れられている事実かのように日本に伝えられているのを正したい。

#### SJWの傾向
FemFreqの意見に賛同する者は性的な問題点だけでなく、少数民族差別、セクシャルマイノリティ差別、子供に与える悪影響の懸念、宗教上の理由、ポリティカル・コレクトネスの観点などから、流血、暴力、セクシャルマイノリティを笑いのネタやオチに使う表現などにも抗議する傾向にある。たとえば2014年10月には、ポーランドのディストラクティブ・クリエーションズ『ヘイトレッド(Hatred)』（大量殺人がテーマのパソコンゲーム）に、海外ゲームジャーナリストを中心に批判が殺到し、炎上を受けゲームダウンロード販売サイトの最大手「Steam」からも削除されたことがあった（詳細はヘイトレッド参照）。
さらに、幼く見える女性キャラクターのセクシー衣装や攻撃を受けるシーンは、小児性愛的な観点から「おかしい」「ひどい」と思われるケースもある。

#### フェミニストの意見の違い
フェミニストには様々な派閥がある。リベラル・フェミニストには、あくまで実在女性に対して行われる暴力や人権侵害のみを問題とし、女性の選択の自由や自己表現の観点から、セクシーな服装やアダルト産業従事者、それを求める男性の権利を認める者も多い。
ラディカル・フェミニストの主張は異なっており、以下のようなものが多く見受けられる。
- 大衆娯楽は、プロデューサーなど権力者のほとんどが男性であり、彼らの意向で男性へのサービスのために「女性がセクシーな服を着させられたり、男性受けするふるまいをさせられている＝支配されている」ため、女性差別である。
- 女性が自分の意志でそのように振舞っていると思っている場合は、家父長制・パターナリズムによる男性優位社会で育ったため、男性の支配を当たり前と思い（＝内面化し）、セクシーさ、女らしさ、男性への媚びなどの性的アピールがよいものだと思わされている。
- アニータ・サーキージアンとFemFreqは、「ゲームの作り手は男性が多く、女性の性的表現は権力者の男性による男性のためのものであるため、女性差別である」「ゲームコミュニティやゲーム業界は、男性に支配された世界(Male Dominated World)である」としている[315][注釈 40]。
- キャサリン・マッキノンは、「日本のレディースコミック（ティーンズラブやボーイズラブなど）を女性たちが買ってポルノとして使っているのをどう思うか」に対し、「女性向けのポルノというのは、実は男が男向けに作っているのであり、その読者の99 %は男である」と答えた[20][注釈 4]。

一方で、フェミニストで研究者のエミコヤマはTwitterで、「女性が女性のためのセクシュアルなメディアを作るのは、フェミニズムでよくある」「女性が作り、女性が消費することについては、ラディカル・フェミニストにとっては別に驚くようなことでもない」と述べた。
このように、フェミニストの中でも様々な意見・主張があるため、「フェミニストは総じて表現規制を求めている」と断言はできない。

### #Metoo
性的嫌がらせなどの被害体験を告白・共有する際に使用されるSNSのハッシュタグ。「#metoo」の表記も用いられる。2017年10月、アメリカのハリウッド映画プロデューサーによる女優やモデルなどへのセクハラ疑惑が報じられたことを受け、同国の女優アリッサ・ミラノが、同様の被害を受けたことのある女性たちに「Me Too(私も)」と声を上げるよう、Twitterで呼びかけたことが発端とされる。これに多くの著名人や一般ユーザーが応じ、世界的なセクハラ告発ムーブメントとして広がった。
日本ではハッシュタグができる前の2017年5月、ジャーナリストの伊藤詩織が、ジャーナリストの山口敬之にレイプされたと告発し、裁判を起こしたことで、大きな話題となっていた。
2017年12月、ブロガーのはあちゅう(伊藤春香)が、大手広告代理店電通で、岸勇希からセクハラやパワハラを受けたと「#Metoo」を使い告発したことで炎上し、ハッシュタグが一気に周知され、岸勇希は謝罪と代表取締役辞任・退社を発表した。一方で、「童貞というのは救う方法のない病気」など童貞をネタにしたツィート、講演会、著書に多数関わっていたことから、はあちゅう自身もセクハラを行っていると非難され、後日さらに炎上した。翻訳家でエッセイストの渡辺由佳里は「なぜ『童貞』を笑いのネタにしてはいけないのか？」という記事を公開し、「セックスをしていなければ男として認めてもらえない」というプレッシャーを与え、レイプカルチャーにも繋がると批判した。
一方、Metoo運動は女性から批判もあった。2018年1月にフランスの女優カトリーヌ・ドヌーブら女性100人が、男性が女性を誘うのは「犯罪ではない」と公開書簡で主張し、カナダ出身の作家でリベラル・フェミニストのマーガレット・アトウッドが、運動の行き過ぎを懸念する論説をカナダの新聞に寄稿するなどし、賛否両論となった。
2018年8月、初期ムーブメントを牽引した一人であるイタリアの女優アーシア・アルジェントが、当時17歳の男性俳優ジミー・ベネットから性的暴行されたと告発され、和解金を支払っていたと報じられた。Metoo運動はフェミニズムによる「私達女性は常に被害者。あいつら男は常に加害者」という姿勢の下に利用され、冤罪・私刑の危険もあると指摘されていたため、ブーメランだと炎上した。

### 萌えフォビア
萌え絵に関する炎上は非常に多い。ここでは代表的な事例の一部を記載する。詳細は萌えフォビアを参照。
「ポルノ被害と性暴力を考える会(PAPS)」理事でフェミニストの北原みのりは、2017年4月、ニュースサイトに「萌えキャラは性差別！」というコラムを公開し、以下のように主張した。
- 「萌えキャラに求められるのは、骨格や筋肉などの合理性ではなく、『見たいものを見たいように描く説得力』である」と友人の萌え絵師より聞いた。
- 影とツヤを重視し、乳房の形や股間の位置が分かるよう服のシワや影を入念に描き込み、不自然な角度で足首や手首や腰や頭をまげ、内股は必然である萌えキャラは、妄想の中の「幼くて可愛い女の子」である。
- 幼さとエロさ、自分の性的魅力に無自覚で、相手の性的欲望に寛容であること、「女子高生」といったモノ化された女の記号の表象が萌えキャラである。
- 描き手の性別は関係なく、いい大人がサブカルチャーをありがたがるのは、社会が文化と正気を失っている証拠である。

2018年10月、「子供向けの本に萌え絵やアニメ絵が使われるのは有害である」とTwitterで批判がおき、炎上したことで、日本テレビの情報番組『スッキリ』に取り上げられた。翻訳家でエッセイストの渡辺由佳里や一部のフェミニストが、萌え絵に対し以下のように批判した。
2016年12月11日、『デ・ジ・キャラット』などを手掛けた女性漫画家のこげどんぼ*はTwitterで、「なぜ女性が萌える女の子を描くのか」について持論を展開し注目された。「こげどんぼ*は女だったのか」「おっさんが描いてるかと思ってた」などと長く言われてきたが、萌え絵を描こうと思っていたのではなく、自分が思う「かわいい」を突き詰めて行ったら勝手にカテゴライズされただけであり、大きくなっても鉄道や特撮ヒーローを愛し続けている男性に似て、お姫様の絵をかくのが好きだった幼児時代から路線ブレしなかったからと述べ、そのような女性萌え絵師は世の中に多いとした。

### ソーシャルメディアの規約変更

#### twitter
2019年2月25日、Twitterの利用規約が変更された。新しい規約では、「Twitterでは、児童の性的搾取に該当するコンテンツやこれを助長する行為を一切禁止しています。これにはメディア、テキスト、イラスト、コンピューターで作成した画像が含まれます」とされ、未成年者(18歳未満)を対象とした以下の行為が規約違反となった。
- 性的に露骨な、または性的な暗示を含む行為をする未成年の視覚的な描写
- 性的に露骨な状況または性的に露骨な行為をする未成年者のイラスト、コンピューターなどで作成した写実的な描写
- 児童の性的搾取に該当する内容を掲載する、第三者のウェブサイトへのリンク
- 児童の性的搾取について妄想したり、そうした行為を助長する行為
- 児童の性的搾取に該当するコンテンツについて、入手したいという願望を表現する行為
- 以下についての興味関心を募る、宣伝する、または表現する行為：（1）児童との商業的な性行為、または（2）性的な目的で児童をかくまったり、車に乗せたりする。
- 性的に露骨な画像を児童に送る行為
- 未成年者と性的に露骨な会話をする行為
- インセンティブや脅迫によって、未成年者から性的に露骨な画像を入手しようとしたり、彼らに性的なサービスをさせようとする行為
- 児童の性的搾取の犠牲者とされる人物について、その名前や写真を公表する行為

違反したアカウントは即座に永久凍結され、今後新規アカウントを作成することも禁じられた。また、児童の性的搾取を描写または助長するリンクが発見された場合、Twitterは予告なしに削除し、全米行方不明/被搾取児童センター(NCMEC)に通報するとした。
2017年に「児童の性的搾取」の基準が新設された際は、Twitter社は「抜け道を防ぐため、具体的には明らかにできない」とした。未成年とみられるキャラクターの性的なイラストを投稿しているアカウントは対象になるか尋ねたところ、「通常、自分のイラストを共有しているケースは、不適切なコンテンツに当たる可能性はあっても、性的搾取には当たらない」との回答だった。

## 主な出来事の時系列
性的モノ化・性暴力・性的消費・性的搾取の文脈で話題に上がった出来事や炎上を中心に記載する。表現規制に関する出来事はAMI作成の『日本でのマンガ表現規制略史(1938〜2002)』より。特定の国ではなくヨーロッパ圏を示す場合はEUの欧州旗を使用する。
また、セクシャルマイノリティ、児童虐待、文化の盗用・簒奪(cultural appropriation)なども、モノ化・性的搾取・性的消費と関連して論じられることが多いため、ポリティカル・コレクトネスやプライバシーの記事も参照のこと。
なお、カテゴリごとに列挙するため時系列は前後する。また、炎上は中立的な情報源の確保が難しいため、詳細は各自で検索してもらいたい。

### 1945年以前（第二次世界大戦終戦前）
- 日本の第一波フェミニズム：与謝野晶子が画家の石井柏亭、夫の与謝野鉄幹らとともにお茶の水駿河台に文化学院を創設。男女平等教育を唱え、日本で最初の男女共学を成立させる。平塚らいてうの「元始、女性は太陽であった」は、女性の権利獲得運動を象徴する言葉の一つ。日本では特に「なぜ男性の貞操と女性の貞操はこんなにも扱いが違うのか」という母性保護や性的自己決定権についての議論が盛んに行われた[350]。

### 1945年以降～1950年代
【日本の主な出来事】1945年、アメリカ軍が広島市と長崎市へ原子爆弾投下。ポツダム宣言の受諾により第二次世界大戦終結。GHQのダグラス・マッカーサーを頂点に日本の占領政策を実施。1952年、日本の主権回復。戦後混乱期の第1次ベビーブームで団塊の世代が誕生。NHKが白黒TV放送を開始。東京タワー完成。1000円札・1円硬貨・50円硬貨発行。犯罪専用電話「110番」が全国に拡大。高度経済成長が始まり、「白黒テレビ・洗濯機・冷蔵庫」が三種の神器と呼ばれる。
裁判・法律・事件・政治規制
- 自主規制による漫画検閲でアメコミに打撃：1954年に精神科医フレデリック・ワーサムがコミック表現は子供に対し有害であると主張し、暴力・流血・性的シーンが少年非行を助長するという主張に世論が同調し、社会的なバッシングとなった。同年、自主規制団体のコミックス倫理規定委員会が発足。厳密な規定(コミックスコード)を作り、検閲を行った。コミックブックの黄金時代は一気に終焉を迎え、900人近い原作者や作画家たちが追放された[256][244]。
- わいせつ表現裁判で有罪が相次ぐ：新聞『サンデー娯楽の記事』裁判で戦後初のわいせつ文書販売罪の成立を肯定。『チャタレイ夫人の恋人』裁判で、刑法第175条わいせつ物頒布罪で有罪が確定し、伏字で出版・罰金。マルキ・ド・サド『悪徳の栄え』がわいせつ物頒布罪で有罪確定し罰金[351]。
- 悪書追放運動：1954年のアメリカの社会的漫画バッシングとコミックスコード制定を受け、日本全国で漫画出版社や書店、貸本屋、漫画家らへの抗議が行われた。手塚治虫『鉄腕アトム』、水木しげる『ゲゲゲの鬼太郎』など多くの漫画が激しいバッシングを受け、日本子どもを守る会、母の会連合会、PTAを中心に漫画を校庭に集めて焚書にするといった魔女狩りが横行した。「図書選定制度」「青少年保護育成法案」といった動きの反面、出版界、編集者も批判に抵抗。のちの自主規制への道筋がつけられた。また、貸本漫画の残酷描写に批判。貸本じたいの衛生面も非難の的になった[255]。

性的対象化
- 『PLAYBOY』創刊：成人向け娯楽雑誌。基本的に女性が経営している。女性のヌード写真、ファッション、スポーツ、セレブリティのトピック、アーサー・C・クラークなど著名な作家の短編小説などを掲載。バニーガールの元祖[352]。
- 俗悪批判：赤本(非正規流通)漫画ブームが影響した[255]。

### 1960年代
【日本の主な出来事】首都高速道路開通。東京オリンピック開催。ビートルズ来日。国内初のカラーアニメ『ジャングル大帝レオ』公開。
【アメリカの主な出来事】ベトナム戦争開始。マリリン・モンロー死去。ケネディ大統領暗殺。アポロ11号が人類初の月着陸。
日本文化の影響・評価
- 日本のアニメが放送される：『マッハGoGoGo』『ジャングル大帝』『鉄人28号』『鉄腕アトム』『宇宙戦艦ヤマト』などがアメリカで放映。主人公の名称を英語名に変更、発祥した日本文化の要素を削ぎ落とすなど、現地での馴染みを最優先し日本作品とわからない仕様になっていた[353]。

裁判・法律・事件・政治規制
- コミックスコードに対抗の動き：自費出版を主としたアンダーグラウンド・コミックスが登場。
- 「この物語はフィクションです」の始まり：1961年、三島由紀夫『宴のあと』裁判でプライバシーに関する論議が盛んになり、「この物語はフィクションです」というテロップを放送するようになった[354]。
- アメリカの第二波フェミニズム：1963年、ベティ・フリーダン『女らしさの神話（邦題：新しい女性の創造）』(ISBN 447988033X)が大きな反響を呼び、第二波フェミニズム（ウーマンリブ運動、ウーマン・リブ）の引き金となった。仕事はほどほどにして早期に結婚すれば自分のキャリアは終了。専業主婦として幸せであるはずの生活を幸せと感じることが出来ず、自分を責め精神科にかかりアルコールや睡眠薬の依存性に苦しむ女性たちが増えていく社会で、苦しみは女性の感じ方の問題ではなく、社会における女性の立ち位置の問題であると断じ、単に働く権利だけでなく、職場における平等、男子有名大学などへの入学の権利、中絶合法化など多様なトピックが現れた。社会の変化に伴って「男性の持つ特権への批判」「中絶など自己決定権に対する抑圧への批判」に繋がった[355][356]。
- 「青少年保護育成条例」の制定：1964年の東京都を発端に、全国で制定された[255]。
- 白ポスト登場：1963年、兵庫県尼崎市を発端に、有害図書を投入してくださいと呼びかける箱が全国に設置された。「性と暴力の商品化」が顕著になっている事に危機感を覚えて展開された悪書追放運動の流れとされる[357][255]。
- 日本の第二波フェミニズム：1960年代後半の全共闘運動で、男子学生は街頭デモに繰り出し、女子学生はキャンパスの中でおにぎり作りに従事させられたことから、「女性は男の奴隷ではない」との主張が生まれ、ウーマンリブ運動の発端となった。学園祭の定番であるミスコンは、美醜で女性を評価する男目線の女性差別だとし、中止に追い込む活動が行われた。また、男性が男らしさからの解放を訴えるメンズリブも盛んに行われた。

関連団体
- 出版界の自主規制団体「出版倫理協議会」結成[255]。

性的対象化
- 1962年、平田弘史『血だるま剣法』『積んではくずし』が部落解放同盟等から抗議を受けた[255]。
- 1966年、リカちゃん人形発売。
- 1969年、ロリコンブームの走り：少女ヌード写真集の『ニンフェット 12歳の神話』発売。ポルノや性的対象の少女ではなく性解放の文脈で出版された。

### 1970年代
【日本の主な出来事】第2次ベビーブームで団塊ジュニア世代が生まれる。大阪万博開催。マクドナルド日本1号店開店。カップヌードル発売。沖縄返還。超能力ブーム。長嶋茂雄引退。セブン-イレブン開店。キティちゃんデビュー。ロッキード事件。竹の子族。オイルショックが原因となり高度経済成長終了。
【アメリカの主な出来事】ベトナム戦争終結。
調査研究
- ポルノと性犯罪の大規模調査：アメリカ政府が依頼し専門家が実施。『カチンスキーレポート[49]』『ゲームと犯罪と子どもたち』(ISBN 4844327089)で、ポルノと性犯罪に関連はないとの研究結果がだされた。

日本文化の影響・評価
- 香港で日本アニメの公式放送開始：日本国内で人気の作品はほぼすべて放送。道徳的な社会規範が厳しく、テレビ局の自主規制が行われていた。『らんま1/2』の男らんまが風呂場で変身するシーン、パンチラシーンの削除などが行われた[268]。

裁判・法律・事件・政治規制
- 第1回世界女性会議がメキシコで開催：国連は1975年を国際女性年と定めた。
- セクハラの提唱と裁判：女性雑誌『Ms』の編集主幹でラディカルフェミニストのグロリア・スタイネムらが「セクシャルハラスメント」を提唱。同じくラディカルフェミニストのキャサリン・マッキノンは弁護士として様々な裁判を手掛け、『セクシャル・ハラスメント・オブ・ワーキング・ウィメン』(ISBN 4876474486)などで概念を明確化し、法規制に繋がる道を作った第一人者となった。
- レイプ神話の提唱：1975年、ジーン・マックウェラー『レイプ《強姦》―異常社会の研究』(ASIN B000J9JF62)、スーザン・ブラウンミラー『レイプ・踏みにじられた意思』(ISBN 4326652306)発売。スーザン・ブラウンミラーは「レイプはセックスや性欲の問題ではなく、文化の影響によって男性はレイプへの指向を学習し、女性に対する暴力を美化・正当化する」と主張し「レイプの原因は性欲ではなく、男性グループの女性グループに対する支配だ」という考えを一般的にした[41]。
- フェミニスト・セックス戦争：ポルノ、セクハラ、表現の自由などをめぐって、ラディカルフェミニストとリベラルフェミニストが対立、分断した。
- 1970年代、マスキュリズムの提唱：社会学者のワレン・ファレルがフェミニズムの対置概念としてマスキュリズムを提唱。社会運動に発展した。
- 1972年、「男女雇用機会均等法」の制定：雇用で男女の均等な機会と待遇の確保を図る、女性労働者に妊娠中・出産後の健康の確保を図る、などが定められた。1970年11月14日開催の第1回ウーマンリブ大会が制定に大きな役割を果たした。
- 1976年、少年非行の増加を背景に、警視庁に少年課設置[255]。
- 創作物の批判と発禁：スカートめくりが流行し、永井豪『ハレンチ学園』に非難が続出した。また、ジョージ秋山『アシュラ』の人肉食描写が問題化し一部で発禁となり、手塚治虫『アポロの歌』もセックスシーンが問題になり福岡で発禁となった。さらに梶原一騎＆矢口高雄『おとこ道』が朝鮮人差別描写で問題化し、特撮ドラマ『超人バロム・1』では悪役と同じ名前の子供がいじめられるとして批判された（ドルゲ事件）。並行して『サンデー毎日』誌上で劇画論争も起きた[255]。

関連団体
- 中絶禁止法に反対しピル解禁を要求する女性解放連合(中ピ連)が活動：ウーマンリブ団体。経口避妊薬(ピル)が薬事法で規制され、医療用医薬品に認められていなかったことを女性差別とし、ピルの販売自由化要求運動を展開。新左翼を模した♀印のついたピンク色のヘルメットと過激な活動内容でマスメディアを賑わせ、社会現象になった。

性教育
- 性教育の方針転換：1972年に日本性教育協会が設立。キリスト教右派や日本キリスト教婦人矯風会等の基本理念である純潔教育から[10]、性科学を主軸にする性教育へと転換した[181]。

性的対象化
- ホワイトデーが始まった。元祖は諸説ある。
- ロリコンブーム：毎日新聞に「彼女はまだ11才。どう育つでしょう、セックスセックスセックスの世の中で」とコメントされた11歳の少女ヌード写真が全面広告掲載された。少女のヌード写真集が人気を博し、篠山紀信、西川治、『少女アリス（ASIN B07921Q619）』、清岡純子『聖少女 Nymph in the Bloom of Life』、山木隆夫『LITTLE PRETENDERS 小さなおすまし屋さんたち』などが発売。一方で、『モペット (Nudist Moppets)』『ニンフ・ラバー』など、アートではない少女と成人男性の絡みを写した明確な児童ポルノもたびたび日本に移入された。
- 1975年12月、第1回コミケ開催：同人誌の作成・販売が行われ始めた。コミケ第1回の90%は女性で、男性が増えてくるのは1979年から。最初は萩尾望都など少女漫画ファンの女子が多かった[358]。
- 1976年、フェミニズム団体が女性描写を問題視：「国際婦人年をきっかけとして行動を起こす女たちの会[注釈 41]」が、永井豪『イヤハヤ南友』、山上たつひこ『がきデカ』を批判した[359][360]。

### 1980年代
【日本の主な出来事】
【アメリカの主な出来事】ベルリンの壁崩壊(冷戦の終結)。第2次ベビーブーム(ジェネレーションY)。
調査研究
日本文化の影響・評価
- 日本アニメの『マクロス』『モスピーダ』『サザンクロス』を一つの作品として編纂・再編集したアニメ『ロボテック』が放映され、現地のオタクは「日本製すごい」と献身的な活動を始め、彼らの活動が全米を通してネットワーク化してゆくきっかけになった。ただし安いため活用されただけで、日本のアニメが市民権を得たわけではなかった[353]。
- 韓国で日本アニメがヒット：漫画評論家の宣政佑によると、『銀河鉄道999』『キャンディ・キャンディ』は国民的ヒットとなった[268]。
- 坂本龍一が『ラストエンペラー』でアカデミー賞作曲賞受賞。

裁判・法律・事件・政治規制
- 国連の女子差別撤廃条約(CEDAW)発効：日本の効力発効は1985年。アメリカは1980年7月に署名したのみで、2018年時点では条約を批准していない[361]。
- アメリカでポリティカル・コレクトネスが始まる[202]。
- 絵本『ちびくろサンボ』が世界的に非難される：日本では黒人差別をなくす会の抗議で出版社が自主規制で一斉撤去した。
- コミックス・コードの影響力が弱まり続け、ダイレクト・マーケットと呼ばれるコミック専門店が台頭。コミックス・コードを守らない漫画の販路が確立された。
- 日本初のいじめ自殺事件：「社交的か内向的か」＝「ネアカかネクラか」など、人や物の価値を明暗で判断する風潮が生まれれ、1986年の中野富士見中学いじめ自殺事件（葬式ごっこ事件）などで問題が表面化した。
- 宮﨑勤の東京・埼玉連続幼女誘拐殺人事件：1988年。宮﨑勤がおたくだとマスコミで喧伝され、マンガ、アニメにおける「過激な表現」が犯罪を誘発するといった非難が続出した[255]。のちに発端の「宮崎勤の部屋は過激で暴力的な漫画とアニメで溢れていた」という報道はカメラマンの捏造だったと明らかになった[258][259]。
- 日本初のセクハラ裁判：1989年の新語・流行語大賞の新語部門・金賞を「セクシャルハラスメント」が受賞。原告の晴野まゆみは1992年に全面勝訴した[362]。
- ダーティ・松本『漫画エロジェニカ』が刑法175条「わいせつ図画頒布」で摘発された[255][注釈 42]。
- 宮下あきら『私立極道高校』が実在する学校名を使用し問題化となった[255]。
- 戯作『四畳半襖の下張』を載せた雑誌が「わいせつ物頒布等の罪」で最高裁で有罪判決になった（四畳半襖の下張事件）[255][351]。
- 官能映画『愛のコリーダ』が世界的に大ヒットするも、書籍が「わいせつ物頒布等の罪」で裁判となり無罪になった[255]。
- 自民党が青少年向けに「図書規制法案」を準備するが、批判を受け提出しなかった[255]。

関連団体
性教育
性的対象化
- ロリコンブームが続く：1970年代後半から少女ヌード写真集が大人気となり、100以上の少女ヌード写真集がこの時期に発売された。『プティフェ: ヨーロッパの小さな妖精たち』は25万部のヒットになった。石川洋司『愛の妖精ソフィ』、清岡純子『プチトマト』シリーズ（人気は花咲まゆ『潮風の少女』『私は「まゆ」13歳』）も大人気となった。
- 1982年、『Hey!Buddy』がロリコン路線に移行し、日本初のロリコン雑誌となり、最盛期には8万部を売り上げた。
- 1983年、『レモンピーブル』が少女モデルのグラビアから美少女漫画に路線変更し、世界初のロリコン漫画雑誌になったとみられ、有名クリエイターの登竜門となった[363]。また『漫画ブリッコ』がエロ劇画漫画の復刻からロリコン(美少女)路線に転向し、中森明夫がコラム「『おたく』の研究」でオタクバッシングを行った[257]。
- 漫画ではエロ劇画ブームが起きた[255]。
- コミケでやおいサークル増加：キャプテン翼人気が発端。C翼サークル代表者は男性6、女性1083で女性比率は99%を超えた。また、TYPE-MOON、CLAMP、高河ゆんなど、同人活動からプロになったものも多数現れた[364][365]。
- えびはら武司『まいっちんぐマチ子先生』が女性差別とされ問題化した[255]。併せて、ティーン雑誌のセックス記事に対する非難、規制が相次いだ[255]。

### 1990年代
【日本の主な出来事】就職氷河期(失われた世代、ロストジェネレーション)。
【アメリカの主な出来事】
調査研究
日本文化の影響・評価
- 1990年、黒澤明が日本人初のアカデミー賞特別名誉賞受賞。
- 日本のアニメ・マンガがメジャー化：『ドラゴンボール』『セーラームーン』『ポケモン』『千と千尋の神隠し』『攻殻機動隊』『新世紀エヴァンゲリオン』『トライガン』『少女革命ウテナ』などが改変なしに一気に放送され、社会現象になった。性別・年齢・ジャンルに問わず接した者が多く、アメリカの娯楽番組と大きく異なる作品性が高く評価され、絶大な人気を築いた[353][244]。
- 韓国で「日本文化の段階的開放」を発表：漫画評論家の宣政佑によると、日本文化輸入をすべて禁止する法律はなかったが、一部禁止になっていたジャンルがあった。韓国の漫画の定義にはアニメも含まれるが、『ドラゴンボール』『スラムダンク』が漫画だけでヒットするなど市場が拡大し、1998年には（定義は難しいが）韓国の漫画市場における日本漫画のシェアは47 %となり、ウェブコミックも盛んになった。1999年にコミックワールド開催。2007年時点で、女性の比率がかなり高い[268]。
- 1998年、香港で第1回コミックワールド開催：オタク研究家の歐陽宇亮によると、貸本屋の流行と合わせてエロ漫画からボーイズラブまで幅広く浸透し、女装を含めたコスプレが一般化し男女問わず路上で見られ、若い人は陽気だと好意的に受け止められた。2007年時点で、コミックワールドは女性の比率が圧倒的に高い[268]。

裁判・法律・事件・政治規制
- 1980年代～1990年代にかけて出現した新世代の出版社は、コミック専門店（ダイレクト・マーケット）のみを介して販売を行い、コミックス・コードを無視した。また、二大アメコミ出版社DCコミックとマーベル・コミック、その他の委員会の後援企業が、コミックス・コードの検閲承認印の無い成人読者向けコミック出版を開始した。これにより、一般書店にアメコミが置かれない状態が定着した。
- コミックス・コード改正が続く：同性愛への言及が禁止されていたが、ステレオタイプ的でないゲイとレズビアンの描写が解禁されたなど。
- 1990年～、有害コミック騒動：『朝日新聞』社説「貧しい漫画が多すぎる」が発端とされる。総務庁は出版倫理協議会にコミック自主規制要請をし、1991年、出版倫理協議会は「成年コミック」マークを発表した[255]。
- 1991年、警視庁が都内漫画専門店を摘発：「わいせつ図画販売目的所持」容疑で、成人向け同人誌が対象になった。書店店長、発行者、作家の計74名が検挙された。同人誌は無修正で、成年向けのコーナーを区切っての販売がされていなかった。書店では男性向けの成年同人誌の取り扱いを自粛し、成年向け同人誌は自主規制の中で修正されるようになった[255]。
- 1991年、初のコミックス「不健全」指定：雑誌協会系各社は有害指定コミックスの回収を行った。1992年にはレディースコミックも「性的・残虐」を理由に不健全指定された[255]。桂正和『電影少女』や、萩原一至『BASTARD!!』、動物の擬人化による交尾なども指定とされ、裸や水着が出ているとセクハラ、有害という雰囲気だった[366]。
- 1992年、カナダのバトラー判決：制作過程で実在の人物が被害にあった性的表現も、完全なフィクションで被害者のいない表現も「違法ポルノ」とみなされることとなった。
- 1993年、マスキュリストのワレン・ファレル『The Myth of Male Power』(ISBN 0671793497)発売。日本では2014年、翻訳版『男性権力の神話――《男性差別》の可視化と撤廃のための学問』(ISBN 4861824737)発売。
- 1993年、ガイナックスが行政訴訟：宮崎県でパソコンソフト3種が有害図書指定され、うち『電脳学園』を制作したガイナックスが行政不服審査法に基づき異議申し立てし、1993年には処分取り消しを求め行政訴訟を起こした。
- 藤子不二雄『オバケのQ太郎』が自主規制で販売中止：黒人差別をなくす会が「国際オバケ連合」の描写を差現と指摘し、小学館は単行本出版を中止した。
- 1995年、地下鉄サリン事件：オウム真理教がおたく世代で、漫画、アニメなどから着想を得ていたとの指摘から、宮﨑勤の連続幼女誘拐殺人事件以降くすぶっていた「有害マンガ犯罪誘発論」が再燃した[255]。
- 1996年、子どもの商業的性的搾取に反対する世界会議開催：日本の児童買春ツアーと児童ポルノ製作への対応の遅れに非難が集中し、日本側参加者から資料として写真誌『アリスクラブ』が提出され、掲載された漫画が議論の対象となった[261]。
- 1997年、韓国で「青少年保護法」：19歳未満を有害な環境から保護する法律[214][367][268]。
- 1997年、「アチョン法」制定：漫画家と掲載する側が構想段階で、規制になりそうなものを避けるなど漫画業界が自主規制を強めた結果、青年雑誌というジャンルが消え、子ども向け教育漫画だけがのこるといういびつな構造となった[212][214]。
- 1997年、神戸連続児童殺傷事件：犯行動機を漫画の影響とする報道相次ぎ、少年事件における漫画・アニメの影響を論じる空気が醸成された[255]。
- 1998年、「児童買春、児童ポルノに係わる行為等の処罰及び児童の保護等に関する法律案」要綱を発表：与党児童買春問題等プロジェクトチーム作成。「児童ポルノ」の定義に絵を含んでいたことから、新たな漫画表現規制として波紋を広げた[255]。
- 1998年、エクトパット東京が独自案を提出：「児童の性的自己決定権」と「旧来のわいせつ観に支えられた児童ポルノ処罰批判」を骨子とし、議論が加速した。出版倫理協議会はこれらの法案に対する批判的見解を発表した[255]。
- 1999年6月、低用量ピルとバイアグラを医薬品として承認：中・高容量ピルは容認されていたが、低用量ピルは認められていなかった。1990年7月に申請し1999年6月に承認。バイアグラは申請から5ヶ月でスピード承認された[368]。
- 1999年6月、「男女共同参画基本法」施行：出生率の低下を背景に、予測される労働力や税収の減収に対して、女性の労働力化の促進と男女が子どもを育てながら働ける社会環境の整備が急務とされた[368]。
- 1999年11月、超党派案による「児童買春、児童ポルノに係わる行為等の処罰及び児童の保護等に関する法律」が施行：1999年の紀伊國屋書店における漫画撤去問題が発生し、『本上まなみ写真集』『バカボンド』『あずみ』『ベルセルク』など、ヌードや性描写を含んだ一般向けの漫画やグラビアも一斉撤去された[255]。
- 1999年12月、ガイナックスが最高裁で敗訴：1992年、宮崎県でパソコンソフト3種が有害図書指定され、うち『電脳学園』を制作したガイナックスが処分取り消しを求め行政訴訟を起こしていた。

関連団体
- 1990年、プロミス・キーパーズ結成：国際的なキリスト教運動団体。会員は男性のみ。婚前交渉、妊娠中絶、同性愛、ポルノ、フェミニズムが罪であるとし、「男性は父として、夫として主導権を握るべき、家族の為に犠牲を払うべきである」という保守的な聖書的価値観の復権を提唱。爆発的に拡大し社会問題になった。
- 1992年、イクオリティ・ナウ結成：ラディカル・フェニミズム団体。ポルノ・買春問題研究会元共同代表の角田由紀子が理事を務めている。
- 1992年、エクトパット東京結成：日本キリスト教婦人矯風会を母体とし、女性差別反対や表現規制を進める政治活動を行っている。1999年に加藤シヅエ賞受賞。
- 1992年、コミック表現の自由を守る会結成[255]。
- 1999年、マンガ防衛同盟／AMI結成：条例強化反対を掲げる「『有害』コミック問題を考える会」が集会を開催し、漫画編集者、フェミニスト、フリーライター、子どもの人権確立の活動家など、幅広い枠で構成される同会が、市民レベルでのマンガ規制反対運動のさきがけとなった[255]。

性教育
- 1992年、学習指導要領に性に関する具体的な指導が盛り込まれた：思春期の成長は「男子＝声変わり」から「精通」と定義された。1992年は「性教育元年」と呼ばれている[181]。

性的対象化
- 香港で『美少女戦士セーラームーン』が夕方にノーカット放送され人気となったが、パンチラシーンなど親からのクレームが殺到した[268]。
- 1991年、コミケ幕張メッセ追放事件：エロ漫画が堂々と販売されていると非難された[269]。
- 1996年、日産スカイラインのCMでセリフ変更：牧瀬里穂の「オトコなら乗ってみな！」が批判を浴び、「キメたかったら」に変更された[369]。
- 1999年、伊東美咲のCMが放送中止：「森永アイスガイ」のCM。 海辺のビーチの車の中でアイスをベロベロ舐める伊東の口元、車の中で服を脱ぎ捨てビーチに飛び出すところを逆さ撮りするカメラアングルなどが問題になった[369]。

### 2000年代
【日本の主な出来事】Twitterが日本でサービス開始(2008年)／
【アメリカの主な出来事】アメリカ同時多発テロ事件。
調査研究
- 2007年、アメリカ心理学会(APA)は性の対象化について警鐘を鳴らす報告をした。「女性は男性よりも性的な様子で描写され、客体化され、これらが少女たちがまねたり学んだりする女性らしさのモデルである」とし、メディアだけでなく両親や教師たちも少女に影響を与えるとした[312]。

日本文化の影響・評価
- アメリカで日本漫画ブーム：ブームがきっかけでコミック専門店（ダイレクト・マーケット）でしか売られていなかったアメコミの一部やグラフィックノベルが、一般書店でも扱われるようになった[370][244]。
- 2009年、『おくりびと』がアカデミー賞外国語映画賞受賞。『つみきのいえ』が日本初・アカデミー賞短編アニメーション賞受賞。

裁判・法律・事件・政治規制
- 2000年、カナダの書店が敗訴：同性愛者向けの書店リトルシスターズ・ブック・アンド・アート・エンポリアム(Little Sister's Book and Art Emporium)が、アメリカからの輸入書籍を税関で差し止められたことで、表現の自由を侵害していると国を訴えた(Little Sisters Book and Art Emporium v Canada)[注釈 27]。判決ではカナダ税関の輸入を差し止める権利を認めたが、書籍を先制的・懲罰的に拘束する権利を縮小した[注釈 28]。
- 2000年、自民党が「青少年有害環境対策法案」発表：法律、メディア関係者は同法案に反対する緊急アピール発表。この間に、法案名にある「有害環境」が「社会環境」にすり替わった。その後、民主党、水島広子・肥田美代子議員を中心としたグループによる「子ども有害情報からの子どもの保護に関する法律案骨子」を発表され、「有害情報」の定義が自民党案より拡大された[255]。
- 2000年、東京都が青少年健全育成条例改定を可決：有害図書項目に「自殺の奨励、幇助」等を加え、書店での区分陳列を義務づけた[255]。
- 2002年、改正都条例施行：区分陳列（ゾーニング）の書店側負担が大きく、成年向け漫画の取り扱いが激減。コンビニ置きの成年向けコミックの大半が姿を消した[255]。
- 「メディア規制３法案反対緊急集会”やさしい顔”の言論統制」開催：マスコミ、市民５団体主催のシンポジウム。「青少年有害環境対策法」は、「個人情報保護法」「人権擁護法」と並んで「メディア規制３法案」と位置づけられた[255]。
- 松文館と道出版が「報奨金制度」導入：区分陳列の書店負担を軽減する目的で、ゾーニングによる自主規制促進へ出版社が独自に動き出した初のケースとなった[255]。
- 2002年4月、アメリカ最高裁で「児童ポルノ防止法」に違憲判決：漫画・イラスト等の「絵」を規制対象にした法文が違憲とされた（アシュクロフト対表現の自由連合裁判）。バーチャルなポルノに関して、制作者、所有者が無罪となった[15]。
- 2002年5月、朝日新聞の報道に抗議：日本が署名した「子どもの権利条約の選択議定書」のなかで児童ポルノの規定に「アニメ・マンガも禁止対象へ」とした記事を掲載し、AMIが抗議した結果、訂正と謝罪がされた[255]。
- 2002年、漫画関係者による初の政治的署名運動：市民有志による「児童保護に名を借りた創作物の規制に反対する請願署名」がはじまった[255]。
- 2002年、森昭雄『ゲーム脳の恐怖』出版：マスメディアや教育者に支持され話題となったが、その後、様々な研究者などから批判され、疑似科学(ニセ科学)ともいわれた。
- 2004年、コンビニで成人誌取り扱いガイドラインを実施：図書は「不健全指定図書類」「表示図書類」「類似図書類」に分類されるが、コンビニの成人向け雑誌は「類似図書類」にあたる。18歳以上の者への販売は禁止されていないが、出版社の自主規制により「一般向けなのだけど売る側が成人向けと推奨をしている本」となっている。わいせつ物や18禁ではなく、漫画やグラビア、青年誌、女性誌なども含めた基準が適用される[262][263][264]。
- 2005年、松文館裁判有罪判決：2002年、ビューティーヘア『蜜室』が「わいせつ図画頒布」で摘発され、版元の松文館関係者、作者が漫画単行本として史上初の「わいせつ」での逮捕となり、日本で初めて成人向け漫画がわいせつ表現にあたるか争われた[255][265][266]。
- 2005年、『ちびくろサンボ』復刊：瑞雲舎の場合は、岩波書店版の絶版から17年後に復刊を果たした[371]。
- 2006年4月、福井県生活学習館ジェンダー関連図書(一時)撤去：福井県の男女共同参画センター「福井県生活学習館(ユー・アイふくい)」の図書コーナー約2600冊のうち、男女平等、ジェンダー、性教育などを論じた153冊が書架から撤去されていた事件。上野千鶴子と寺町みどりらが質問状の送付や訴訟などの解決に動いた[372]。
- 2006年12月、警察庁が同人誌の規制を検討：バーチャル社会のもたらす弊害から子どもを守る研究会が同人誌規制に言及したことを受け、2007年に同人誌と表現を考えるシンポジウム開催。参加者は900人を超えた[267][268]。
- 2007年、京田辺警察官殺害事件：TVアニメ『ひぐらしのなく頃に解』『School Days』が事件を想起させるとして、数局で放送が打ち切られた[373]。
- 2008年、大阪府堺市の図書館から5499冊のBL小説が撤去：「男性同士が抱き合っている・キスしている」絵が表紙に描かれており「子どもに悪影響を与えかねない本を図書館に置くものとしてふさわしくない」と苦情があり、青少年の健全な育成を図る観点から「今後は、収集および保存、青少年への提供を行わない」としていたが、上野千鶴子と寺町みどりらが中心となり「公共の図書館における図書の排除や検閲はゆるされない」「セクシュアルマイノリティへの偏見を助長する」と抗議し、元に戻された[374][375][376][377][378]。
- 2009年、レイプレイ事件：イギリスのAmazonで、日本でのみ販売されていたアダルトゲーム『レイプレイ』の海賊版が発売され、「女性をレイプして調教する」という内容から世界中から批判され、日本でも大きく報道された。ポルノ・買春問題研究会やイクオリティ・ナウらが海外と連携し、規制強化を趣旨とした議員集会を自民党や公明党と開催するなど活動を行った。日本での陵辱カテゴリーゲームは販売禁止となり、突然の決定で多くのアダルトゲーム会社が影響を受けた。なお、海賊版を販売した業者とAmazonにペナルティはなかった。

関連団体
- 2009年、ポルノ・買春問題研究会(APP研)結成：ラディカル・フェミニストのキャサリン・マッキノンを主に扱う。大阪電気通信大学教授の中里見博、帯広畜産大学教授杉田聡、ラディカル・フェミニスト系国際的人権団体イクオリティ・ナウ理事の角田由紀子、憲法学者・佛教大学教授の若尾典子など[379]。
- 2009年、PAPS(ポルノ被害と性暴力を考える会)結成：ポルノ・買春問題研究会(APP研)の外郭団体。金尻和也、北原みのりらが理事となっている[280][281]。

性教育
- 2002年、バッシングと政治介入で性教育が後退：自民党の古賀俊昭東京都議会委員が七生養護学校の性教育を非難し、マスメディアが「アダルトショップのよう」などと報道したことで、社会的なバッシングに発展した。2005年、自民党が「性教育は余計に性を乱す」として学習指導要領を変更。性教育で性交、避妊、中絶を扱わないなど、性教育が大きく後退した[181][189][181][192]。

カトリック教会の性的虐待
- 2002年、カトリック教会の性的虐待事件発覚：マスメディアが大々的に取り上げ、社会問題になった。以後、世界中で教会の実態調査が行われるようになった。

その他の性的対象化
- 2005年、アリエル・レヴィの低俗文化批判：『男性優越主義のメスブタ』が世界的ベストセラーとなった。1990年代のアメリカ文化は、女性は自己実現よりも、肌の露出を増やすなど男性に媚びサービスする「表面的にイケてる、エロい女」になろうと努力するようになってしまい、女性自らが男性のための性的モノ化・対象化を推奨しあっているとした。これは音楽、テレビ、広告、政治、芸術、ファッションなどあらゆる分野に浸透し、高度に性化した「低俗文化(raunch culture)」だと批判した。第二波フェミニズムでポルノグラフィ批判を行ったラディカル・フェミニストの「お堅く神経質な女性」というステレオタイプに対するバックラッシュであるとした。
- 2008年1月、蘇民祭のふんどしポスターがセクハラを危惧し展示拒否：「不快に思われる可能性が高い」と駅の掲示を拒否された。ポスターは数十年来作製されていたが、JR東日本が掲示を拒否したのは初めて[380]。
- 2008年、女性が作る女性のためのAVメーカーが誕生：シルクラボ設立。

### 2010年代
【日本の主な出来事】
【アメリカの主な出来事】
調査研究
- 2012年、デンマーク国法務省の調査：政府の依頼で専門家が大規模調査を実施。漫画やアニメなどの架空児童ポルノと、児童性犯罪の間に因果関係が無いと発表された[50][51][52]。
- 2012年、アメリカの研究：ノックス大学の心理学者による研究で、6歳の少女たちの多くが自分を性的な対象だと考え始めているとわかった。メディアの消費を減らすことは少女たちの性の対象化に対する特効薬とは言えず、母親が少女たちが自身を性の対象とするかどうかのキーパーソンであり、ものごとの価値を教えることが重要だとした[312]。
- 2016年、イギリスの長期調査：イギリスに拠点を置く研究者のグループが行った長期調査研究で、暴力的なゲームと犯罪に相関関係は見つからないと発表された[54][57]。また、オックスフォード大学の調査では、ゲームの種類ではなく、プレイする長さが重要だとした[54]。
- 2016年、性的対象化の表現の影響に関心が高いのは40～60代の女性と判明[注釈 43]：内閣府「男女共同参画社会に関する世論調査」で明らかになった[381]。
- 2017年、朝日小学生新聞「子どもとゲーム」実態調査リポート：家庭でゲームを楽しむ子どもは禁止されている子どもに比べ、勉強の集中力が高く、宿題も計画的かつ自主的に取り組む傾向が高いと発表された[60][61]。

裁判・法律・事件・政治規制
- 2010年、クールジャパンが国策になる：サブカルチャーに限らず、「日本の魅力を展開し、海外需要の獲得と共に関連産業の雇用を創出」できるものが全て「クール・ジャパン」と位置付けられた。
- 2010年、非実在青少年問題：「東京都青少年の健全な育成に関する条例」では「不健全な図書類等の青少年への販売等の制限」に「性的感情を刺激するもの」「残虐性を助長するもの」「自殺または犯罪を誘発するもの」が不健全図書指定されていたが、非実在青少年（未成年に見える架空のキャラクター）の「強姦や近親相姦を社会的に許されるかのように描いているもの」「性交等に対する抵抗感を弱め、性に関する判断能力の形成を妨げるもの」も追加する案が出された。草案担当のひとりはエクトパット東京顧問で弁護士の後藤啓二。リベラル・フェミニストの藤本由香里がTwitterで問題提起し周知された[272][273][274]。最終的に「違法な性的行為や近親相姦を不当に賛美し又は誇張しているかどうか」を規制の基準とし「非実在青少年」という用語は削除された。
- 2011年、韓国で「アチョン法」改正：「青少年に見えるキャラクターの性描写があるマンガ・アニメ（準児童ポルノ)の頒布等」「単純所持」が禁止された。法改正後2ヶ月で2カ月間に数千人が検察行きとなり、1年で2200人あまりが逮捕され、社会問題となった[215][216][218]。高麗大学教授で韓国放送通信審議委員の朴景信は、出世の点数が目的の警察官たちは、実際の犯罪を減らすことに貢献するよりも、サイバー世界で道草をしていると批判した[382]。
- 2011年、オランダ最高裁は、「児童ポルノ」の定義は、実在しない児童の写実的でない画像に対してもあてはまるわけではないとして、仮想児童ポルノ画像の所持について、被告に無罪を言い渡した[17]。
- 2012年、スウェーデンの最高裁判所で漫画≠児童ポルノの判決：児童ポルノの摘発に力を入れるスウェーデン警察は、「性的虐待にさらされる恐れのある子どもたちを、空想のイラストと同レベルに扱うべきではない」と批判した。既に警察は虐待の加害者の取り締まりで手一杯で、「イラストまで捜査対象に加えれば、被害に遭っている子どもたちを助けるための時間が削られてしまう」との見解を示した[16]。
- 2013年、ドイツ連邦最高(通常)裁判所は、処罰可能な所持や児童ポルノの入手所持を「現実の」もしくは「リアルな」出来事を描写するようなコンテンツに限定しているため、明らかに見せかけとわかる作品の収集は除外されるという判決を下した[18]。
- 2014年、インターポール(ICPO)は『重大な犯罪には深刻な定義を』という趣旨で、「児童ポルノ (child pornography)」は不適切であり「児童性虐待記録物 (child sexual abuse material: CSAM) 」として表現すべきという表明を行い[224]、NPO法人うぐいすリボンが邦訳を公開した[225]。
- 2015年、国連女子差別撤廃委員会開催：国連特別報告者マオド・ド・ブーア＝ブキッキオは「日本の女学生の30%が援助交際をしている」とし、子供の性的虐待を食い止めるため「日本は国が過激な児童ポルノを含む漫画を禁止すべきだ」と提案し、大きな話題となった。山田太郎らは「女子高生の3人に1人はあり得ない」とし、外務省や警察に事実確認や抗議を求め、「13 %を30 %と間違えた」と訂正されたのち、数字に根拠がなかったと謝罪した[278]。
- 2016年6月、インターポール(ICPO)は『児童を性的搾取と性的虐待から保護するための用語ガイドライン（原文：Terminology guidelines for the protection of children from sexual exploitation and sexual abuse[226]）』、通称「ルクセンブルク・ガイドライン」に賛同を表明した[227][228]。

性教育
- 2013年、性教育の政治介入に賠償金の支払い判決：七生養護学校の性教育を非難し、教師の処分、授業内容の変更・監視を指導した古賀俊昭ら都議会に、最高裁で賠償金の支払い命令が下された[192][181]。
- 2017年、ノルウェーで「普通のセックス」をTV放送：ポルノではない「普通のセックス」をノルウェー国営放送局が放送し話題になった[383]。
- 2018年、性交・避妊・中絶を扱った性教育の授業に政治介入：「学習指導要領に記載のない性交、避妊、中絶といった言葉を使っていた」などとして、古賀俊昭が東京都足立区立中学校の授業を問題視し、足立区教育委員会を指導した。これに対し教育者や専門家による反対署名が行われた[198]。

カトリック教会の性的虐待
- 2010年、アイルランドでカトリック教会の児童性虐待が発覚：アイルランド共和国政府が調査委員会(Commission to Inquire into Child Abuse)を設置し、1936年以降の実態調査を命じ、2009年に報告書がだされた。「児童虐待の被害者」が60歳を軽く過ぎてから「教育施設で何が行なわれていたのか」が明らかになった。精神的・肉体的虐待の被害者は、何千という単位で数えるほどの人数にのぼった。ショーン・ブレイディ枢機卿が児童の性的虐待隠蔽に関与していたが、2004年に「調査委員会は、生死に関わらず、ブラザーズのメンバーの名前を明かさない」と法廷で決められたため、報告書に加害者の名前は載っていない[384][385][386]。
- 2010年、ドイツ司教会議会長のロベルト・ツォリッチュ大司教が児童性的虐待の隠蔽を認めた[387][388]。
- 2010年、ウィスコンシン州のカトリック聖職者の児童性的虐待が発覚：1950～1975年まで聴覚障害児の学校で勤務した際に約200人に虐待を行ったとみられる。管轄する大司教がバチカン（ローマ教皇庁）に事案を報告したが処罰されていなかった[389][390][391]。
- 2010年、ノルウェーの元司教の児童性的虐待が発覚：ゲオルク・ミュラー元司教が、トロンヘイム教区の司祭だった1990年代初めに、聖歌隊の未成年の隊員に性的虐待を行ったことを認めた。同元司教は2009年6月に突然辞任していた[392][393]。
- 2010年、ベルギーのカトリック教会で475件の性的虐待が発覚：北西部ブリュージュの司教が長年にわたり少年と性的関係を持っていたことを認めて辞任。専門家らでつくる独立調査委員会が実態調査に乗り出していた。報告では虐待の被害申告は475件、被害者のうち少なくとも13人が自殺しているとされる[166][167]。

Metoo運動
- 2017年5月、ジャーナリストの伊藤詩織が、ジャーナリストの山口敬之にレイプされたと告発し、裁判を起こしたことで、大きな話題となった[329][330]。
- 2017年10月、女優アリッサ・ミラノが、性被害を受けた女性たちに「Me Too(私も)」と声を上げるよう、Twitterで呼びかけ、Metoo運動が世界的なセクハラ告発ムーブメントとして広がった[328]。
- 2017年12月、ブロガーのはあちゅう(伊藤春香)が、大手広告代理店電通でセクハラやパワハラを受けたと岸勇希を「#Metoo」で告発したことで炎上し[331]、ハッシュタグが一気に周知され、岸勇希は謝罪と代表取締役辞任・退社を発表した[332][333]。一方で、「童貞というのは救う方法のない病気」など童貞をネタにしたツィート、講演会、著書に多数関わっていたことから、はあちゅう自身もセクハラを行っていると非難され、後日さらに炎上し、謝罪ののち撤回した[334][394][395][396]。
- 2018年1月、フランスの女優カトリーヌ・ドヌーブら女性100人が、男性が女性を誘うのは「犯罪ではない」と公開書簡で主張し、賛否両論で炎上した[336][337]。
- 2018年1月、カナダ出身の作家でリベラル・フェミニストのマーガレット・アトウッドが、運動の行き過ぎを懸念する論説をカナダの新聞に寄稿し、賛否両論で炎上した[325]。
- 2018年8月、イタリアの女優アーシア・アルジェントが、当時17歳の男性俳優ジミー・ベネットから性的暴行されたと告発され、和解金を支払っていたと報じられた[338][339]。Metoo運動はフェミニズムによる「私達女性は常に被害者。あいつら男は常に加害者」という姿勢の下に利用され、冤罪・私刑の危険もあると指摘されていたため、ブーメランだと炎上した[340]。

その他の性的対象化
2010年
- 9月、北川景子のCMが差し替え：アサヒビール「くつろぎ仕込み」CMが、婦人会から「北川景子の頭や手が男性の股間に触れているように見える」「ハレンチ」「教育に悪い」など批判を受け、2週間で変更された[369]。

2013年
- 4月、ヴァニラウェア『ドラゴンズクラウン』欧米版で自主規制：女性キャラクター「ソーサレス」の胸が大きすぎると一部のフェミニストが厳しく批判し、Kotakuも女性キャラクターデザインを過度に性的だと批判した。また、ビキニを着た小さな胸の女性戦士のポーズが、股を開いて男を誘っているようだと批判を受け、ソーサレスとともに削除された[397][398]。
- 4月、任天堂『トモダチコレクション 新生活』の欧米版『Tomodachi Life』が炎上：同性婚実装を求める声が上がったが、任天堂が「どのような形での社会的主張も行うことは意図していません」と回答して炎上し、「同性婚の要素を加えることはプログラム上できないが、次回作ではゲームデザインの段階から検討する」とした[399][155]。
- 10月、ホクトの「菌活」CMが放送中止：鈴木砂羽と要潤が出演。「奥さん、味がいいのは立派なきのこと普通のきのこ、どっち？」「あぁ～、リッパっ！」と股間に手を当ててよろめくもの[369]。

2014年
- 3月、カナダのラディカルフェミニストのアニータ・サーキージアン(Anita Sarkeesian)が女性の性的対象化に関するスピーチを行い、ゲームデベロッパーズ カンファレンスでアンバサダー賞を受賞した[311]。
- 6月、アニータ・サーキージアン(Anita Sarkeesian)のフェミニスト・フリークエンシー(Feminisut Frequency/Femq)が、動画シリーズの投稿をYouTubeで開始した。薄着の女性や売春婦のキャラクターを登場させるのは、「女性は男性の意のままにされる装飾品であり、搾取される対象である」というメッセージを植え付ける、差別表現だと批判するもの[311][315]。
- 8月～、女性開発者のゾーイ・クィン(Zoë Quinn)が枕営業を行ったとする虚偽の告発をきっかけに、ゲーマーゲート集団嫌がらせ事件が起こった。2016年以降も続く社会問題になった[400][401]。
- 11月、スクウェア・エニックス『ブレイブリーデフォルト』欧米版が自主規制：ブラボービキニや一部の装備で露出を減らす変更がなされ、一部キャラクターは13歳から18歳に変更された[402][403]。一部海外メディアでは「次はミケランジェロのダビデ像にズボンを穿かせますか？」と揶揄された[404]。
- 12月、オーストラリアで『グランド・セフト・オートV(Grand Theft Auto V)』が販売中止：女性への暴力を助長するとして販売停止を求める署名活動が起こり販売中止となった[405]。販売中止に抗議する署名活動も行われた[406]。「ゲームでは女性だけでなく男性も攻撃できる。ゲームはR18+指定を受けていて子どもは買えない。我々にはゲーム内容に関わらずゲームを買う権利がある」と批判された。親会社テイクツー・インタラクティブ社長のカール・スラットオフ(Karl Slatoff)は「自由社会のあらゆる基盤に背いている。これは表現の自由であり、それを潰そうとする行為は危険で歯止めが効かなくなってしまう」とした[322]。オーストラリア以外では販売された。

2015年
- 4月、スクウェア・エニックス『FINAL FANTASY XV』の女性キャラクター「シドニー」の胸の谷間が問題だと批判され、ヨーロッパのファンからシドニーがセクシーすぎると不満の声があったと、YouTubeの公式動画で紹介された[407]。
- 5月、欧米版スマホゲーム『ラブライブ！』が炎上：東條希の「可愛い女の子が好き」が「可愛い物が好き」になり、坂巻千鶴子の「女の子同士とか全然関係ないわ」が「男女で遊ぶのは恥ずかしいことじゃないわ」と差し替えられたことで、表現規制は同性愛者であるファン層への差別となるのではないかと報じられ、炎上した[153][154]。
- 10月、コーエーテクモゲームス＆任天堂の『零 濡鴉ノ巫女』欧米版で自主規制：日本オリジナル版では入手可能の水着衣装が削除され、女性キャラクター「ゼロスーツサムス」と「ゼルダ姫」の衣装が追加された。任天堂は理由は明かさなかった[408]。
- 11月、コーエーテクモゲームス『Dead or Alive Xtreme 3(DOAX3)』欧米版で自主規制：女性キャラクター「マリー・ローズ」が、「彼女が18歳？ 13歳じゃないのか？」「子供に興奮するなんて気持ち悪い人たち」「このゲームは女性を侮辱している」などと抗議を受け、フェミニズムによる反発を考慮し欧米版の発売を中止した[409][410][411][412]。その後販売されたアジア版には英語オプションがついており、通販サイト「Play-Asia」にて、アジア版がサイト史上最大のセールスとプレオーダー数を記録したと伝えられた[413][409]。日本の人気グラビアイドルの倉持由香は「女体の美しさを表現したくてこの世界に入ったので、いつかはグラビアを制作する側に行きたいなぁとDOAX3をプレイして改めて思いました。女体はいいぞ…」とファンを公言し話題となった[409]。
- 11月、モノリスソフト＆任天堂『ゼノブレイドクロス』欧米版で自主規制：女性キャラクター「リンリー・クー」の年齢が13歳から15歳に変更され、日本版より厚着にする変更がなされた。また、キャラクタークリエイト画面で、胸の大きさが変更できる「バストスライダー」が削除された[414][415][416][417][418]。
- 11月、『ストリートファイター5』欧米版で自主規制：女性プロレスラーキャラクター「レインボー・ミカ」が必殺技の前にお尻を叩くジェスチャーで、カメラがお尻のアップを写さないよう変更されていたことが発覚し、炎上した[419]。ゲームプロデューサーの小野は「外部からの影響で変更したわけではない。開発内部の決定で変更した。お尻のシーンを削除したのは、一人でも多くの人にゲームをプレイして欲しいから。プレイヤーに不快な気持ちをさせるかもしれないものをゲームの中に入れたくないからだ」と説明した[420]。
- 12月、アイデアファクトリー・インターナショナルのプレジデントであるHaru Akenagaは、『Dead or Alive Xtreme 3(DOAX3)』と同じ問題で、コンパイルハート開発のゲームの欧米販売を見送ったとインタビューで明かした。「これ以上自分たちのゲームを規制したくない。それはオリジナルに忠実でないから」とし、さまざまな海外ゲームメディアで報じられ、ネットで議論された[319][320][421][321]。

2016年
- 1月、任天堂『ファイアーエムブレムif』の欧米版『FIRE EMBLEM Fates』でスキンシップ機能削除：本来信頼度や絆を高めるために行うものだが、撫でるうちにキャラクターが赤面したり、結婚したキャラクターとスキンシップを取れば甘い言葉を囁やくなどと、ファンを喜ばせていた機能でもあった[156][157][158]。
- 2月、任天堂『ファイアーエムブレムif』の欧米版『FIRE EMBLEM Fates』で自主規制：「女の子が大好き」という設定の女性キャラクターと男性主人公が結婚するイベントの一部表現が削除された。男性主人公が「男性が女性に見える魔法の粉」をソレイユの飲み物に盛るといった描写が、「同性愛者を矯正治療している」「同性愛嫌悪の表現」と問題視されたためだった[155][156][157][158]。
- 3月、任天堂のアメリカ支社で翻訳などのローカライズを行う部署で働いていたアリソン・ラップは、『FIRE EMBLEM Fates』をめぐる炎上で解雇されたとツィートした。任天堂は否定した[422]。
- 4月、スクウェア・エニックス『ブレイブリーデフォルト』欧米版が自主規制：「トマホーク」という職業が「ホークアイ」に、インディアン風の服装がカウボーイ風に変更された。ネイティブ・アメリカンからの抗議を防ぐためとみられる。また、死に至るバッドエンドがすべて削除され、欧米版の公式アート集からも、男性キャラクター「ガイスト」が血まみれになっているもの、女性キャラクター「アニエス」の手が縛られたイラストなどが削除された[402][403]。
- 8月、マーク・カーン(Mark Kern)がインタビューで、ラディカル・フェミニストを含む表現規制論者の総称、SJW(social justice warrior)に屈しないよう日本に向けてメッセージを送った[313][314]。
- 12月、『デ・ジ・キャラット』などを手掛けた女性漫画家のこげどんぼ*が、「なぜ女性が萌える女の子を描くのか」について持論を展開し注目された[423][424]。

2017年
- 3月、環境省の萌えキャラが炎上：師岡カリーマが東京新聞のコラムで「性差別ともとれる『萌え』の概念を政府には推進して欲しくない」などと批判し炎上した[425][426]。ポルノ被害と性暴力を考える会(PAPS)理事でフェミニストの北原みのりは「萌えキャラは性差別！」というコラムを公開した[281][427]。環境省に抗議はなかった。

2018年
- 10月、NHKがバーチャルYouTuberのキズナアイを起用し、フェミニストや社会学者を中心に抗議と批判があり炎上した[310][428][429][430][431][432][433][434][435][436][437]。
- 10月、フェミニストを中心に子供向けの本に萌え絵やアニメ絵が使われるのは有害だと批判があり炎上した[343][438][439][440]。

2019年
- 2月、京都造形芸術大学公開講座の受講者が提訴：美術モデルの大原直美は、事前の告知もなく性暴力や児童ポルノを題材とした絵や性器が写った写真などの作品を見せられたと主張した。「人はなぜヌードを描くのか、見たいのか。」のうち、会田誠の講座で「AV女優がゴキブリとセックスしている写真を大スクリーンで見せられ吐き気がした」、鷹野隆大の講座で「男性の性器がそのまま出ている作品を何枚も拡大して見せられる。自分が昔、露出狂にあったことを思い出す」など述べ、急性ストレス障害を発症したとした。責任追及は2人の芸術家ではなく、セクハラがあったと認めながらも、示談の条件として今後、大学に一切関わりを持たないなどの内容を提示した大学側の企画・運営だとした。鷹野隆大は事前に写真内容を説明し、確認をとっていたと反論した[441][442][443][444][445]。
- 3月、自衛官募集ポスターが掲載取り下げ：アニメ『ストライクウィッチーズ』とコラボしたポスターが、セクハラと非難され掲載を中止した[446][447]。
- 3月、小学館『Domani』の広告が炎上：「働く女は、結局中身、オスである」「今さらモテても迷惑なだけ」「"ママに見えない"が最高のほめ言葉」「ちょっと不良なママでごめんね」「忙しくても、ママ感出してかない！」などのテキストが炎上した。牟田和恵は「子どもがいても働くのは当たり前で、名誉男性（男性中心的な考えを持つ女性）じゃないとダメだという時代ではないにもかかわらず、このような広告が出稿されたのは時代遅れだ」と批判した[448]。